# Moto Guzzi

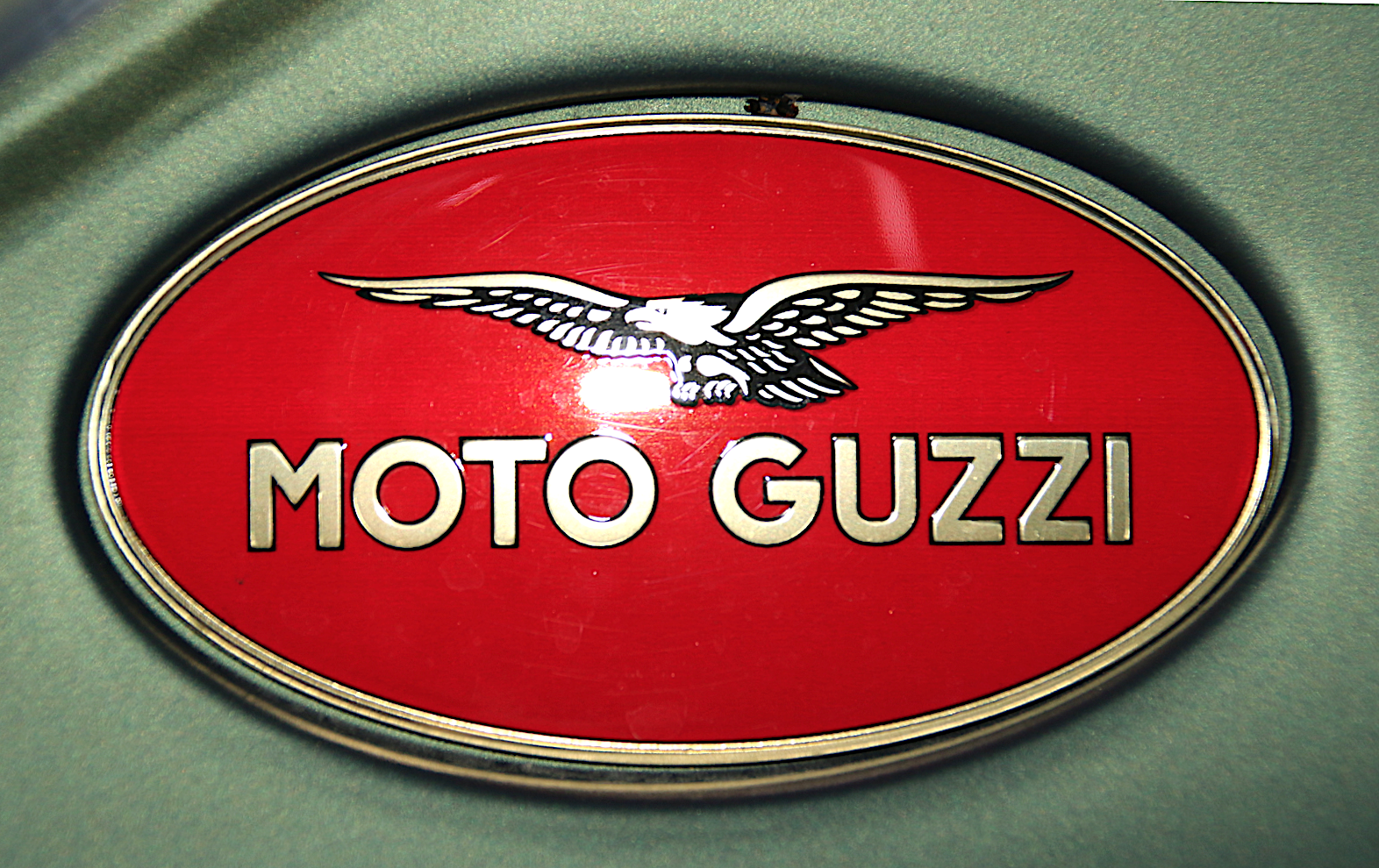
Stemma Moto Guzzi

Moto Guzzi (conosciuta anche solo come Guzzi) è un'azienda italiana di motociclette, fondata il 15 marzo 1921 da Carlo Guzzi e Giorgio Parodi.
Dal punto di vista societario fa parte del Gruppo Piaggio dal 2004 e il presidente della Moto Guzzi S.p.A. è stato Roberto Colaninno.
L'azienda ha prodotto più di duecento modelli dalla sua fondazione ed è da anni specializzata in motori bicilindrici a V di novanta gradi, talvolta forniti anche a piccoli costruttori di modelli speciali quali Magni e Ghezzi & Brian.

## Storia

### Fondazione
Il 15 marzo 1921 il cavaliere Emanuele Vittorio Parodi, suo figlio Giorgio e l'amico di quest'ultimo Carlo Guzzi fondarono a Genova la "Società Anonima Moto Guzzi", con sede legale nel capoluogo ligure e sede produttiva a Mandello Tonzanico (poi divenuto Mandello del Lario).

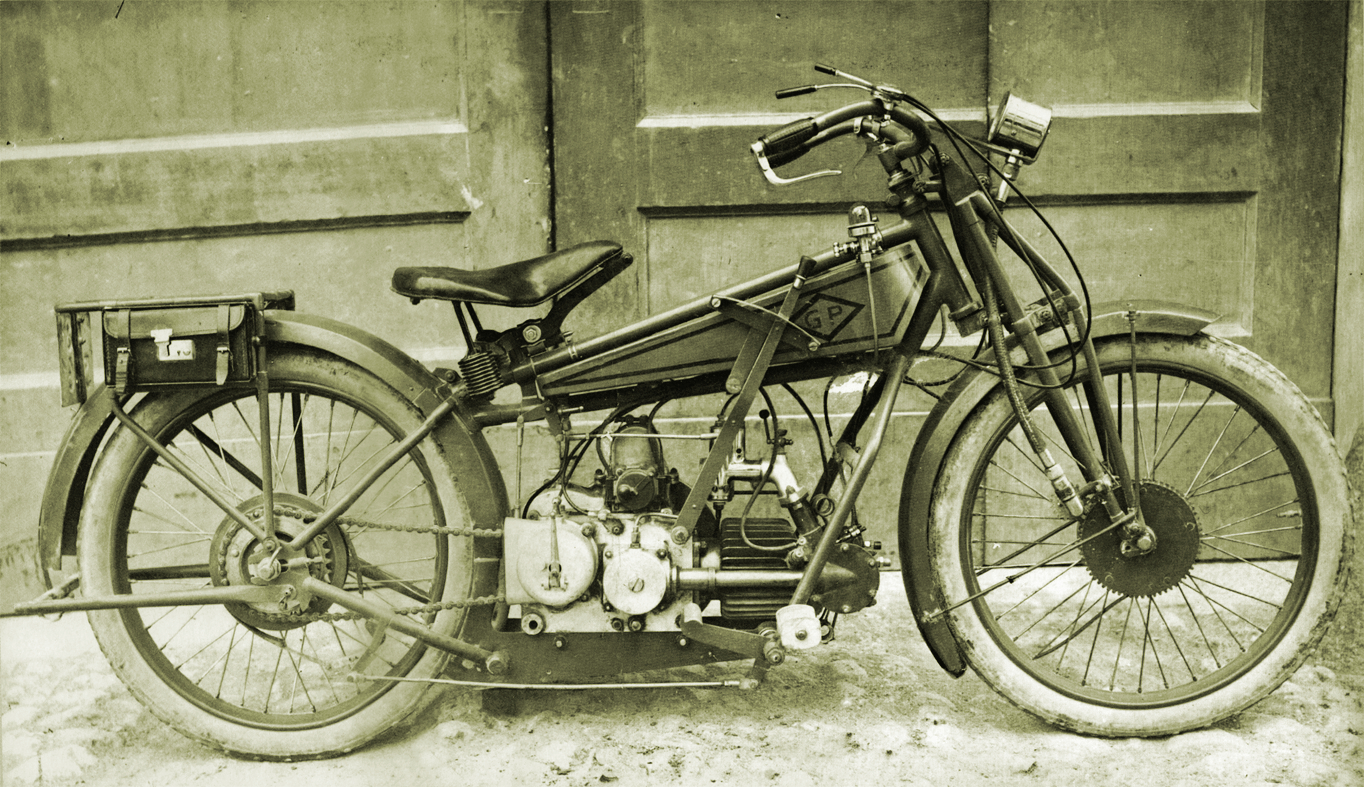
Prototipo G.P. 500 del 1919

La prima moto, la G.P. 500 (sigla di Guzzi Parodi), venne costruita nell'Officina Giorgio Ripamonti, dove col suo ausilio, Carlo Guzzi aveva appreso i primi rudimenti della meccanica, appassionandosi alle due ruote, anche perché è già del 1911 una Società che faceva capo ai 2 Fratelli Guzzi, Carlo e Giuseppe, insieme a Giorgio Ripamonti, per la costruzione di motori per industria, auto e navigazione a benzina.

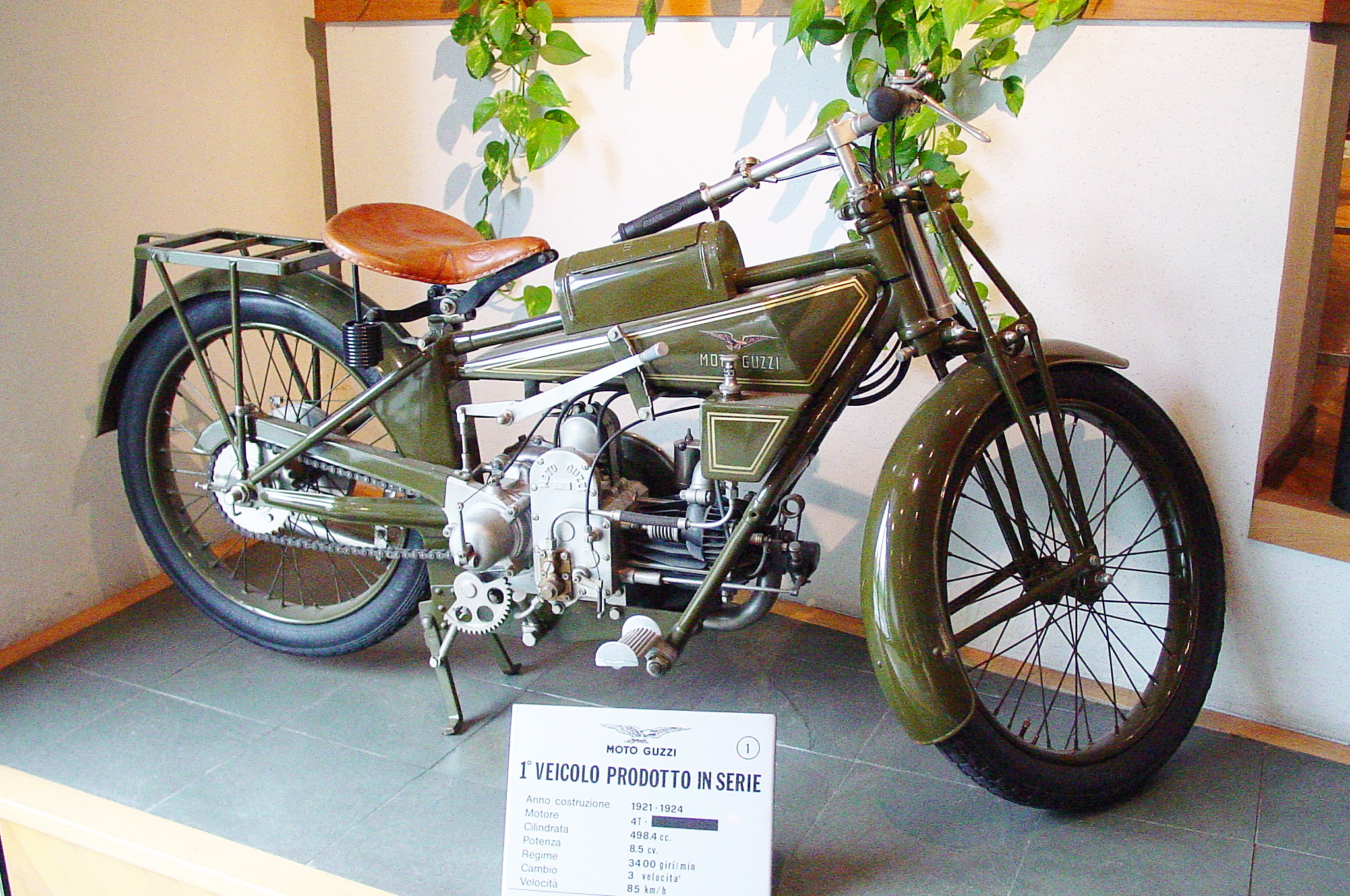
"Normale", primo modello di serie della Moto Guzzi

Il nome "GP" viene abbandonato subito e trasformato, con il consenso unanime di tutti i soci, in Moto Guzzi, anche per evitare fraintendimenti con le iniziali Guzzi-Parodi con quelle del solo Giorgio Parodi.
In una forma leggermente modificata (due valvole anziché quattro) al fine di contenere i costi di produzione, già nell'anno della fondazione vengono costruite 17 motociclette come modello Normale. Le nuove moto hanno già, come emblema di fabbrica, un'aquila, simbolo dell'aviazione della Regia Marina nella prima guerra mondiale: la scelta fu in onore e memoria del comune amico e mancato quarto socio Giovanni Ravelli, pilota motociclistico e aviatore, caduto con il suo aereo durante un volo di collaudo nel 1919.
La "Normale" aveva una potenza pari a 8 CV e viaggiava alla ragguardevole velocità per una motocicletta dell'epoca di 80 km/h. Già questo primo modello portava qualcosa di nuovo nel panorama motociclistico (le caratteristiche di avanguardia non hanno mai lasciato la Moto Guzzi in tutta la sua storia), essendo la prima moto della storia dotata di cavalletto centrale.

### Le prime gare

Guzzi Norge del 1928

La neonata casa di Mandello esordisce nelle competizioni nel settembre 1921, schierando due delle 17 "Normali" costruite alla Milano-Napoli, ultima prova stagionale del Campionato Motociclistico Italiano su Strada. Le due macchine, condotte da Mario Cavedini e Aldo Finzi, si comportano egregiamente, riuscendo a compiere senza rotture gli 877 km della massacrante gara di gran fondo.
Con la partecipazione alle gare, la marca si afferma sempre di più. La definitiva consacrazione viene dalla trionfale partecipazione al Campionato Europeo del 1924, nel quale la "500 C4V" conquista il primo, secondo e quinto posto.
Nel 1925 a Mandello sono costruite, da oltre 300 lavoratori, 1.200 motocicli mentre nel 1927, accanto ai modelli sportivi, per sperimentare l'efficienza del telaio elastico (prima moto al mondo dotata di questo accorgimento), il fratello di Carlo, Giuseppe Guzzi, guida un nuovo modello, la G.T. in un raid a Capo Nord. Grazie al successo dell'impresa la G.T. poté fregiarsi meritatamente del nome Norge datogli inizialmente in onore del dirigibile omonimo. Giuseppe fu l'inventore, e il progettista insieme con Carlo, del telaio elastico con sospensione posteriore. Va ricordato che, precedentemente a questa innovazione, i motocicli avevano il telaio completamente rigido analogamente alle biciclette.

Moto Guzzi 175 P del 1935

Già nel 1929 la produzione raggiunge le 2.500 unità e l'azienda, nel 1934, è il maggiore produttore di motociclette in Italia.
Sotto il profilo agonistico il 1935 viene ricordato perché, con le sue 250 cm³ monocilindrica e 500 cm³ bicilindrica, conquista la prestigiosa gara internazionale Tourist Trophy con il pilota irlandese Stanley Woods. Successo poi ribadito nel 1937 con il pilota italiano Omobono Tenni che lo conquista nella categoria 250.
Il 1939, appena prima dello scoppio della seconda guerra mondiale, Moto Guzzi presenta l'Airone 250, una moto di notevole successo tanto da raggiungere i 29.926 esemplari costruiti. Con la guerra la produzione è quasi totalmente rivolta al mercato militare fornendo diversi modelli al Regio Esercito, come l'Alce, il Trialce e l'Airone militare.
Durante questo periodo la Moto Guzzi tentò anche di entrare brevemente nell'ambito della produzione di mezzi blindati e costruì un cingolato noto come Semovente Moto-Guzzi, che però non ebbe successo e questa cosa causò l'uscita dell'azienda dal mercato cingolato.

### Guzzino e Falcone
Dopo il conflitto, nel 1946, la società diventa Moto Guzzi S.p.A. e al fine di conquistare nuove tipologie di clienti, la ditta costruisce il suo primo motore a 2 tempi, il Guzzino 65, progettato da Antonio Micucci e di cui, solo nei primi tre anni vengono costruiti 50.000 esemplari. Questa moto leggera viene prodotta negli anni cinquanta col nome di Cardellino e cilindrata portata infine a 83 cm³. Interessante veicolo economico e robusto, era caratterizzato da una trave diagonale del telaio che dall'asse di sterzo correva diagonalmente fino al fulcro del forcellone in lamiera stampata, sulla cui intersezione erano installate due piccole molle con funzione ammortizzante. Il motore risultava così appeso esteriormente alla trave diagonale.
La struttura progettuale di quegli anni era suddivisa in tre squadre autonome. La prima, capeggiata personalmente da Carlo Guzzi, si occupava principalmente di aggiornare e migliorare i modelli della gamma media. La seconda, affidata a Micussi, si occupava della progettazione e dello sviluppo dei modelli con propulsore a due tempi. La terza, il celebre "reparto corse", era affidata al vulcanico "tridente" Carcano-Todero-Cantoni.

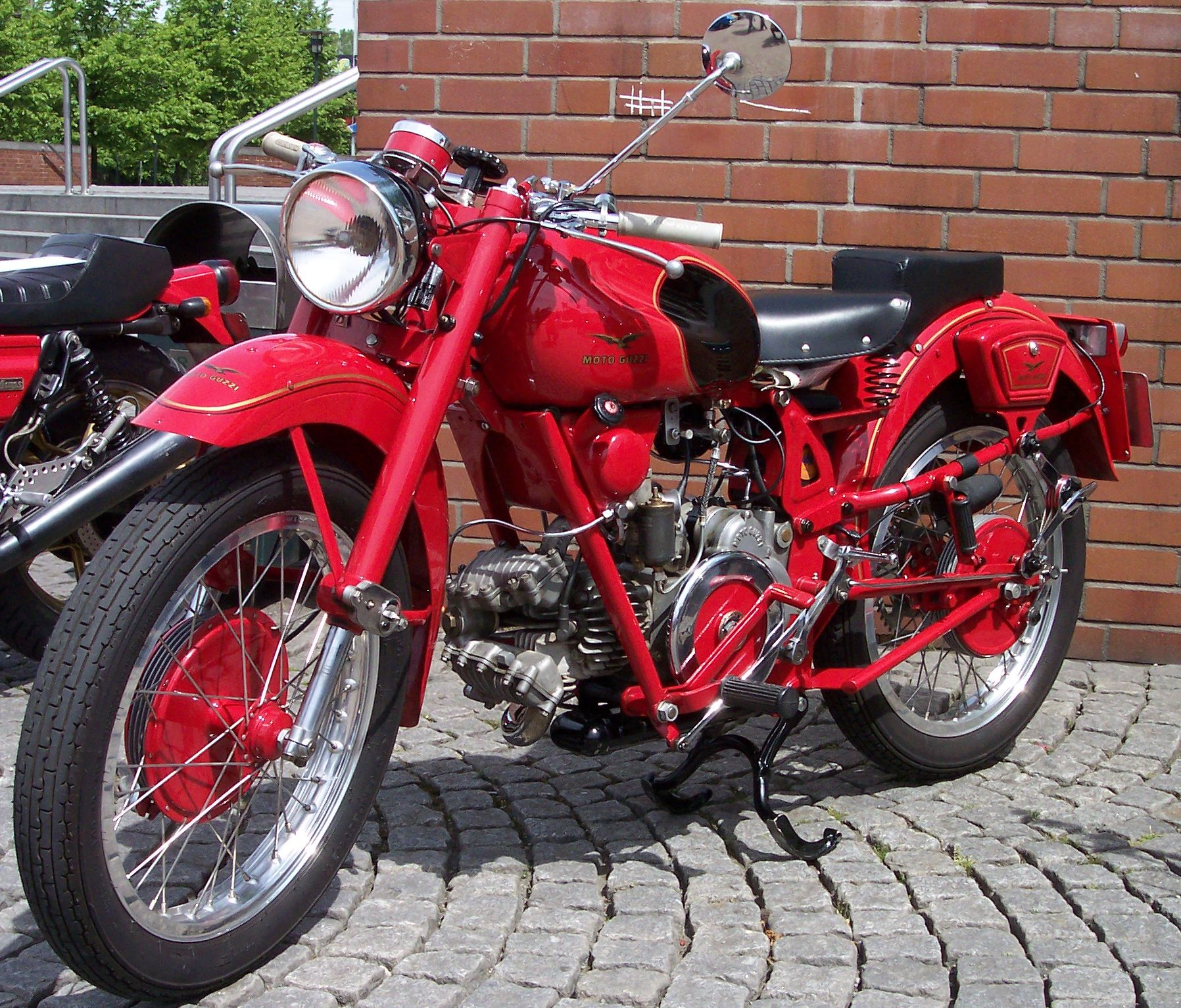
Guzzi Falcone

Risale invece al 1950 la nascita del modello Falcone, moto grande sulla canonica cilindrata di 500 cm³, che rappresenterà per un lunghissimo periodo il sogno dei motociclisti italiani (ricordiamo che la cilindrata e le dimensioni importanti rappresentavano il massimo della tecnica motociclistica del tempo). Anche in questo caso Carlo Guzzi introduce una delle sue invenzioni destinate a far storia, anche se sarebbe più opportuno parlare di innovazione in questo caso. In quegli anni la sospensione anteriore, finora generalmente affidata a un sistema a quadrilatero sviluppato in diverse forme, con l'esclusione di Moto Guzzi che si affidava a un sistema a biscottini inferiori oscillanti (dal pregevole comportamento stradale ma dall'escursione limitata), stava adottando sempre più diffusamente il sistema a forcella telescopica. A differenza delle forcelle finora utilizzate, dove il fodero era solidale alla ruota, Carlo Guzzi ne ribalta il concetto applicando il fodero alla parte superiore (oggi il sistema viene definito forcella rovesciata o forcella upside-down) con il notevole vantaggio di mantenere la struttura più rigida nel punto di maggiore stress meccanico, in corrispondenza del cannotto di sterzo, risolvendo inoltre il problema dei carichi sospesi. Ancora oggi le forcelle rovesciate sono utilizzate nei modelli più sportivi per questa loro caratteristica.

### Il secondo dopoguerra
Alla ripresa delle competizioni, nel 1949, Bruno Ruffo su Moto Guzzi 250 è il primo Campione del Mondo del neonato Campionato Mondiale di motociclismo.

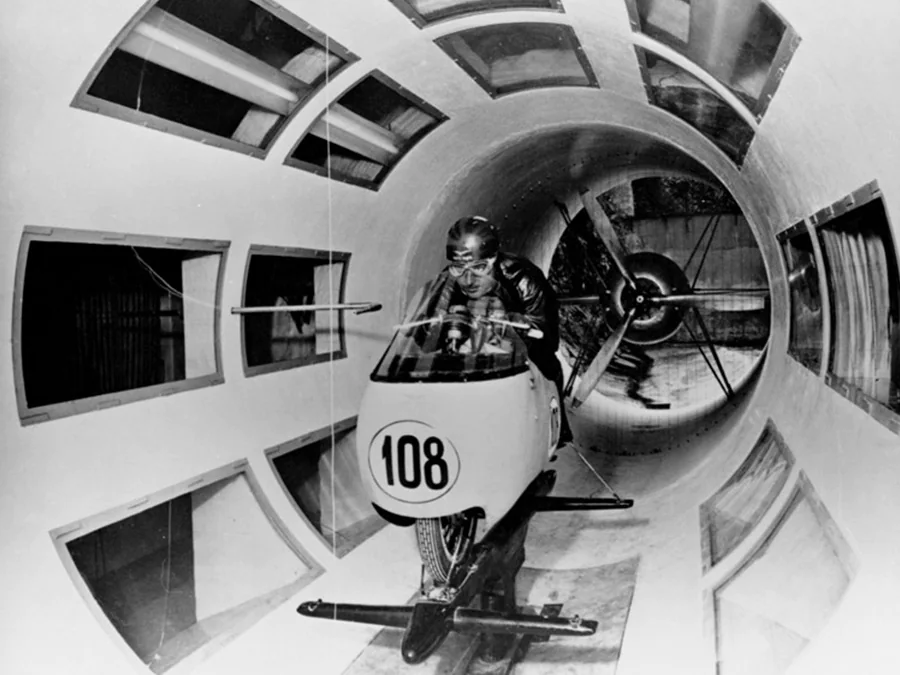
Un test all'interno della galleria del vento a Mandello del Lario nel secondo dopoguerra

Il 1950 è caratterizzato dalla costruzione, prima casa motociclistica al mondo, di una galleria del vento in scala 1:1, tuttora esistente e funzionante. Lo stesso impianto venne anche concesso in uso gratuito alla concorrenza, tanta era la sicurezza dell'azienda nel proprio superiore livello tecnologico. Grazie a questo importante strumento vengono introdotte per la prima volta sulle moto da competizione le sovrastrutture aerodinamiche, dapprima semplici carenature superiori (famoso il "becco" destinato a generare carico alla ruota anteriore), poi allungate verso il basso a coprire le gambe del pilota, fino ad arrivare alle carenature cosiddette "a campana" che arrivavano a inglobare la ruota anteriore. Con l'intento di limitare le prestazioni velocistiche, pochi anni dopo la Federazione Internazionale vietò l'uso di tali estese carenature, ormai utilizzate da tutti (e che si meritarono il macabro appellativo di "bare volanti").
Nello stesso anno arriva sul mercato il Galletto, il primo scooter a ruote alte della storia. L'idea del Galletto nacque in seguito alla grande diffusione dello scooter come mezzo utilitario, protettivo e di facile utilizzo, che non intimoriva i neofiti delle due ruote, impersonato alla perfezione dalle varie Vespa e Lambretta. La Moto Guzzi non volle progettare un veicolo simile perché troppo diverso dalla tradizione Guzzi. Il Galletto rappresenta la sintesi di ciò: telaio portante, esteso e protettivo (la ruota di scorta verticale posta tra la ruota anteriore e il telaio fungeva anche validamente da paraurti), motore centrale a cilindro orizzontale che manteneva una pedana quasi piatta, ruote alte per garantire una stabilità superiore, cilindrate importanti per garantire mobilità a lungo raggio e prestazioni a pieno carico. Fu un successo, e l'idea di base venne poi ripresa decenni più tardi da Aprilia per lo Scarabeo, tuttora in produzione, che ha rilanciato nei tempi moderni lo scooter a ruote alte.
Nel 1951 Bruno Ruffo vince il secondo titolo mondiale piloti della categoria 250 e Moto Guzzi il secondo titolo marche della stessa categoria; nel 1952 è la volta invece di Enrico Lorenzetti. Fergus Anderson conquista il titolo piloti categoria 350 nel 1953 e nel 1954, Moto Guzzi il titolo marche della stessa categoria.

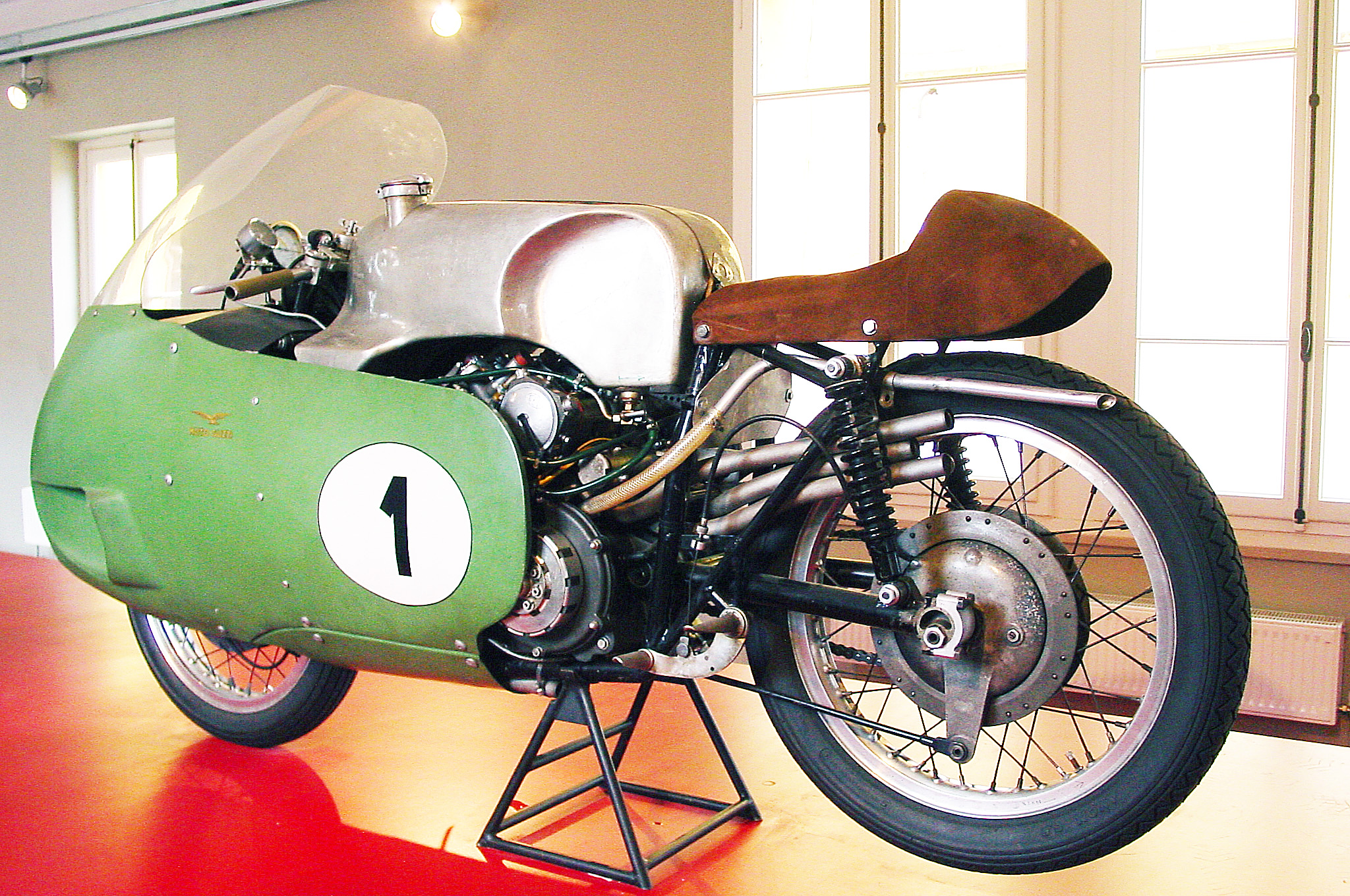
Guzzi V8

Nel 1955 muore Giorgio Parodi mentre contemporaneamente nasce la Moto Guzzi 8 cilindri di 500 cm³, per opera della triade Giulio Cesare Carcano, Enrico Cantoni e Umberto Todero, il più elevato frazionamento mai tentato su una moto da competizione. La moto si rivelerà col tempo vincente e rimane ancora oggi un esempio tecnico unico: nessuno ha mai più tentato di inserire un motore così frazionato in un telaio motociclistico da competizione. Già nel 1957, ancora all'inizio del suo sviluppo, erogava l'impressionante potenza di 75 CV.
Il 1957 è un anno molto importante per le attività agonistiche: Moto Guzzi, in accordo con altri costruttori italiani (Gilera e Mondial), sigla il celebre "Patto di astensione", cessando la partecipazione alle competizioni. A quel momento conta nel proprio palmarès 3.329 vittorie in gare ufficiali, 14 titoli mondiali, 11 vittorie al Tourist Trophy.
Nel 1958 la Moto Guzzi realizza, per la prima volta al mondo, un motore con la canna del cilindro cromata. Questa innovazione troverà la prima applicazione sul modello Zigolo.

### La crisi

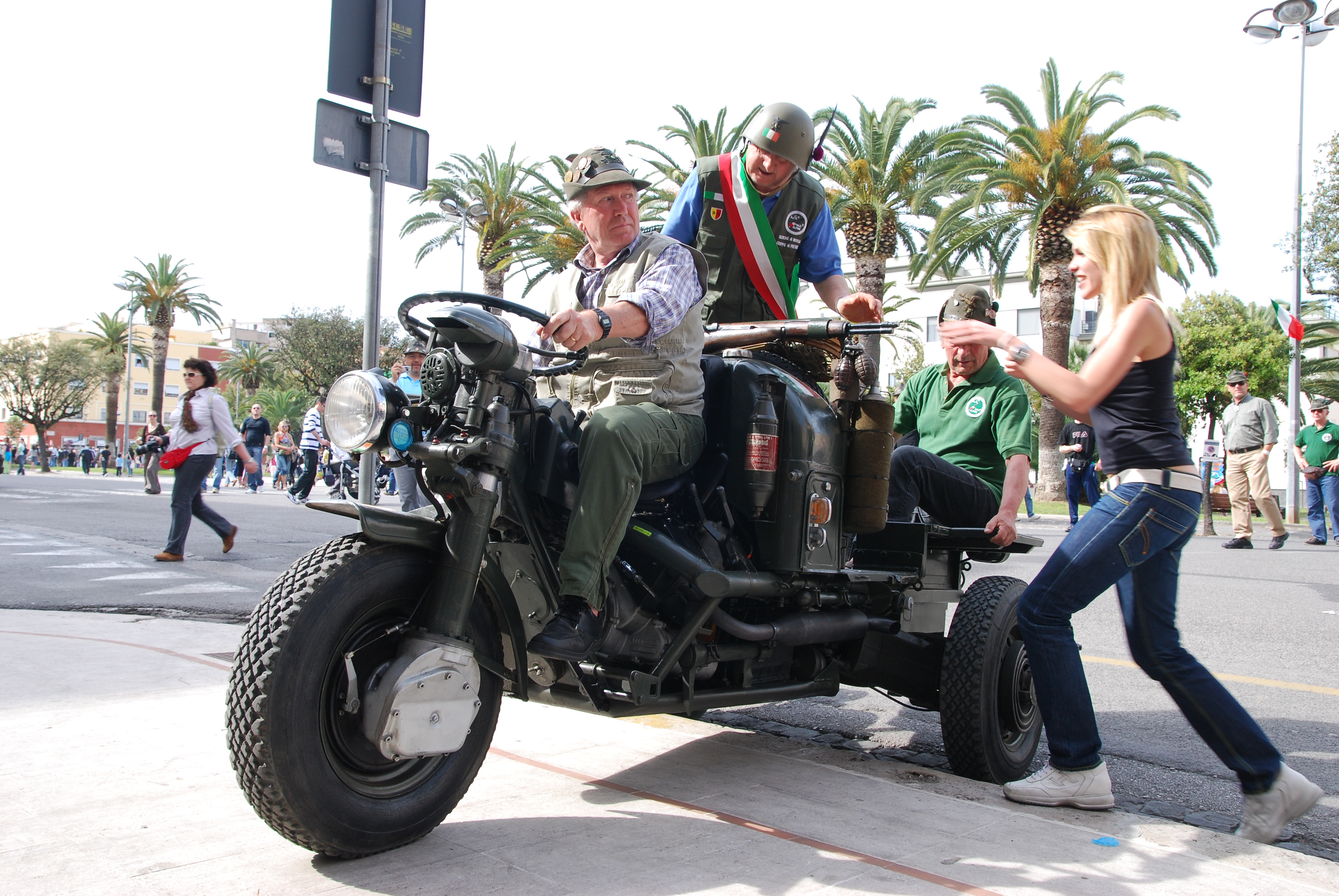
"Mulo meccanico" del 1966

Carlo Guzzi muore nel 1964 e nello stesso periodo il mercato delle moto entra in una crisi profonda, si diffondono le automobili e la quantità totale di moto vendute diminuisce. Per cercare un'uscita dalla situazione nel 1965 l'ingegner Giulio Cesare Carcano progetta il motore V2 di 90º frontemarcia, posizionato trasversalmente, divenuto poi nel tempo l'icona stessa della Moto Guzzi e ancor oggi costantemente aggiornato e utilizzato. Si pensi che fu anche utilizzato allo stadio di prototipo per una utilitaria Fiat e in seguito per il cosiddetto 'mulo meccanico' 3X3 destinato agli alpini.
La crisi economica però si acuisce e il 1º febbraio 1967 la gestione della Moto Guzzi passa alla SEIMM (Società Esercizio Industrie Moto Meccaniche), una società costituita dalle banche creditrici. Viene messa in vendita la V7 dotata del V2 di 90º con una cilindrata di 703 cm³.
Nel 1971 viene presentata la V7 Sport, progettata da Lino Tonti, una moto sportiva destinata a entrare nella storia per le caratteristiche dinamiche dell'accoppiata motore-telaio e per essere l'unica moto di serie, nel panorama mondiale dell'epoca, a superare i 200 km/h. Per il mercato americano vengono approntate le versioni Special, California, Ambassador.

### La gestione De Tomaso
È del 1973 un nuovo cambio di gestione societaria: il gruppo De Tomaso Industries Inc., proprietario anche della Benelli, acquisisce la proprietà della società e Alejandro De Tomaso assume la direzione della costruzione. Si distinguono due linee di produzione, modelli turistici, tra cui la California (1974) famosa in tutto il mondo, e moto da prestazioni di più alto livello come Le Mans.
Dai successi della V7 Sport, nascono la 750 S e successivamente la 750 S3, dotata di un sistema di frenata integrale con tre freni a disco.
Nel 1976 nasce il modello più popolare e di successo di quegli anni, il Le Mans. Di questa moto furono prodotte quattro versioni, designate I, II, III e 1000. La I, II e la III serie hanno un motore di 850 cm³ mentre l'ultima, appunto, di 1000 cm³. Le prime due serie sono caratterizzate dalle teste dei cilindri tonde, mentre le successive squadrate. Tutti i modelli alimentati da carburatori Dell'Orto, da 36 mm sulle 850 e da 40 mm sulla 1000. Quest'ultima nasce con una ruota anteriore da 16", ma la guidabilità ne risente e alla fine degli anni ottanta ne viene approntata una versione con ruota da 18" e semicarena fissa. Le moto erano, e sono ancora, molto apprezzate per il loro stile e per le loro prestazioni. La coppia del motore e la solidità del telaio assicurano la competitività del modello proprio nel periodo in cui i fabbricanti giapponesi si stanno affermando nel mercato motociclistico europeo.
Nei primi anni '80 viene studiato l'impiego di un motore motociclistico Guzzi per la motorizzazione della versione di minore cilindrata della Innocenti Nuova Mini. Il prototipo però, alla vigilia della messa in produzione, viene giudicato non adeguato e viene rimpiazzato con una unità propulsiva Daihatsu.
Nel 1987 viene presentata la California III, equipaggiata con iniezione elettronica, e disponibile anche con carena integrale. Farà da base alla California 1100 del 1994, con motore portato a 1064 cm³, che verrà prodotta in numerose varianti e che è ormai un'icona stessa della Casa di Mandello.
La gestione De Tomaso decide nel 1988 la fusione della Moto Guzzi con la F.lli Benelli nella nuova società Guzzi-Benelli Moto (G.B.M. S.p.A.). L'imprenditore argentino contemporaneamente porta in Europa il team corse del Dr. John (al secolo John Wittner) dentista americano, vincitore nell'85 del campionato AMA Endurance con una Le Mans 1000 condotta da Larry Shorts e Greg Smrz, che sviluppa poi il motore a 4 valvole per cilindro e il telaio monotrave che diventano la Daytona 1000. Il culmine fu nella 2 giorni internazionale sul circuito di Monza che vide la Guzzi Daytona involarsi verso la vittoria, sfumata verso la fine della gara per un problema al cavo della candela. Comunque il team del Dr. John porterà a casa il premio come miglior innovazione tecnica. Sfortunatamente i problemi economici in cui incorre nuovamente la Guzzi fermeranno tutto il progetto, rispetto alla Ducati che, rinata anche lei a Monza in quegli anni con la 851, continuerà la sua avventura nelle corse.
Da quell'esperienza agonistica nel 1992 viene commercializzata la Daytona 1000 IE, versione stradale della moto che vinse l'omonima gara e che venne però troppo a lungo attesa (la sua prima presentazione al pubblico risaliva infatti al 1988) per poter diventare un successo commerciale.

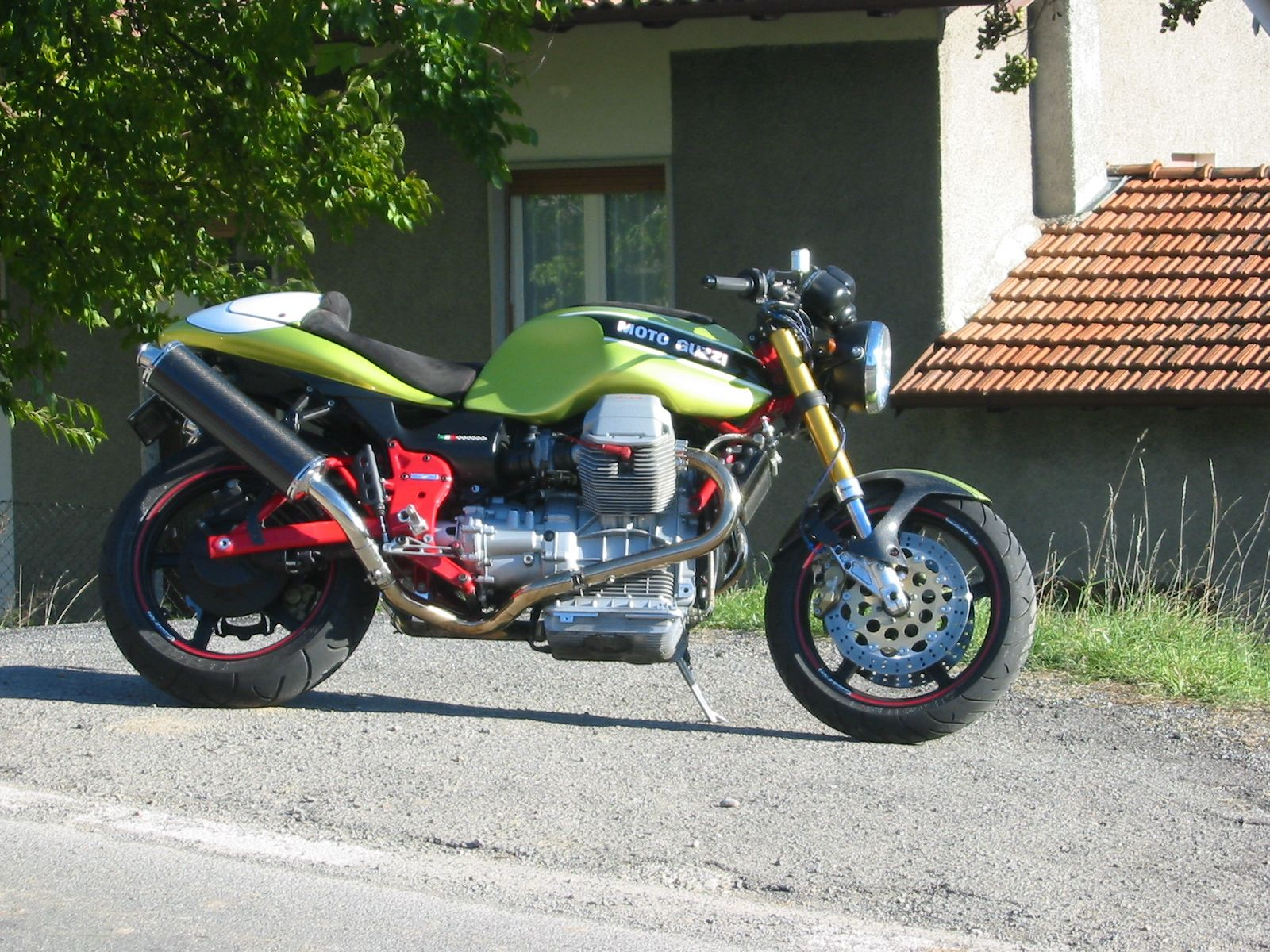
Guzzi V11

Nel 1994 viene presentata la California 1100 i.e. a iniezione elettronica.
Nel 1996 la G.B.M. S.p.A., tornata in attivo dopo una drastica cura sotto il controllo della Finprogetti (cui la De Tomaso Industries Inc. aveva delegato la gestione nel 1994), cambia nuovamente ragione sociale tornando al vecchio nome di Moto Guzzi S.p.A. Finprogetti rileva una quota consistente e successivamente il controllo della De Tomaso Industries Inc. trasformandola in TRG - Trident Rowan Group Inc. Viene presentata al pubblico la V10 Centauro disegnata dalla Marabese Design, il cui strano design, un po' naked un po' cruiser, non ebbe mai un grande riscontro sul mercato italiano mentre in Belgio e Germania fu relativamente apprezzata, ultimo Modello col motore della Daytona, progettata e sviluppata da John Wittner o Dottor John, colui che vinse la "Battle of Twins" in America con un Team privato Guzzi.
Nel 1997 un mecenate lecchese propone la riedizione di alcuni modelli di 8 cilindri. La sfida viene accolta da una piccola ditta di Mandello del Lario (la Venini Tullio) che realizza alcuni modelli uguali in tutto e per tutto agli originali, comprese centraline Magneti Marelli, e i carburatori Dell'Orto. Uno di questi modelli è esposto durante il 75º di fondazione della casa, all'ingresso dello stabilimento, mentre l'originale resta all'interno del museo.
Nel 1999 negli stabilimenti Moto Guzzi, viene presentato alla stampa un nuovo propulsore di 1000 cm³ raffreddato a liquido denominato VA10, caratterizzato dalla classica architettura a V ma di 75º capace di erogare una potenza di oltre 140 CV. Questo avveniristico motore, sviluppato in collaborazione con l'Ing. Danilo Mojoli, nacque con l'intento di ricondurre Guzzi alle competizioni internazionali SBK. Il progetto, nonostante fosse giunto alle fasi conclusive, a causa di un nuovo cambio dei vertici di gestione, venne abbandonato.

### Anni 2000

#### L'interregno Aprilia

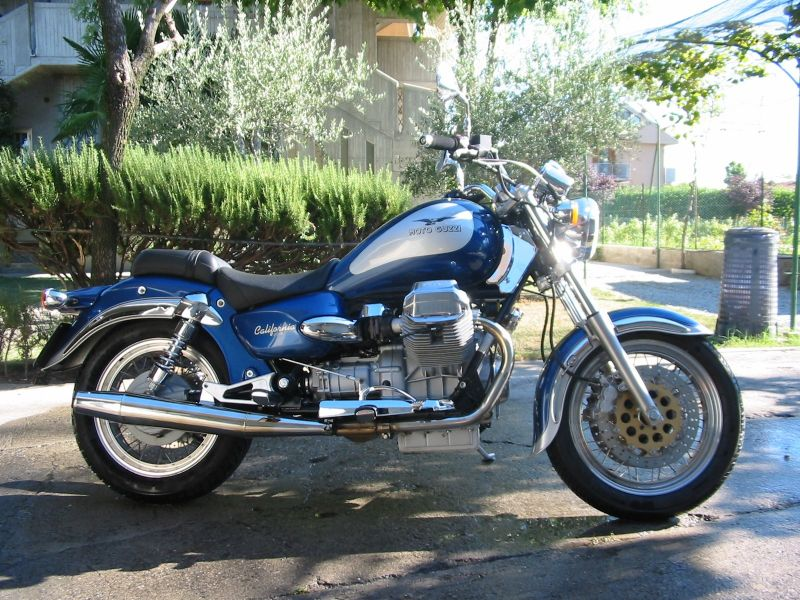
Moto Guzzi California Special (2001)

Nella tribolata vita societaria una nuova puntata avviene nel 2000: Ivano Beggio, proprietario dell'Aprilia, acquista, oltre alla Moto Laverda, anche la Moto Guzzi e lancia un programma di risanamento industriale. Il primo prodotto è la V11 Sport Rosso Mandello, una versione particolare della V11, serie lanciata nel 1999 che uscì in svariate versioni di successo quali la V11 Sport, V11 Rosso Mandello, Rosso Corsa, Le Mans, V11 Sport Scura, Ballabio, Tenni (che richiama le colorazioni dell'8 cilindri, con sella in alcantara, serbatoio color alluminio e cupolino verde), Cafè Sport, Coppa Italia. Questa moto è stata il primo segno di un possibile rilancio reale della casa di Mandello. Durante la gestione Aprilia viene effettuato anche il restyling dei modelli California, ovvero la "stone", modello base " spoglio" con prezzo listino ridotto, la più completa EV Touring equipaggiata per viaggiare e la più sportiva e costosa Special Sport dotata di soluzione tecniche migliori rispetto al modello base, come ad esempio il doppio disco anteriore oltre l'inedita livrea.

#### L'inizio dell'era Piaggio

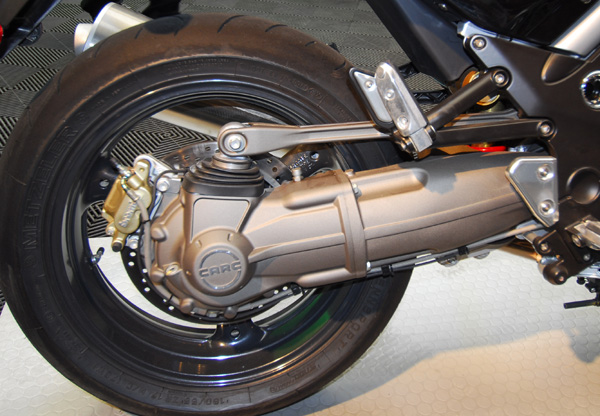
Trasmissione cardanica CA.R.C.

L'epopea non è però ancora terminata, nel 2004 la crisi economica dell'Aprilia coinvolge anche la Moto Guzzi, crisi risoltasi il 28 dicembre 2004 allorquando l'intero Gruppo Aprilia viene acquisito dalla Piaggio. Da allora è cominciato il rilancio della Moto Guzzi, i cui primi risultati si sono visti nell'anno 2005 con il lancio ufficiale e la messa in produzione della Breva V1100 e della Griso, entrambe dotate del nuovo motore da 1064 cm³ parzialmente riprogettato (uno dei primi a superare l'omologazione Euro 3) ma sempre contraddistinto dalla storica conformazione V2 di 90º frontemarcia.
Sul fronte dell'innovazione da segnalare anche la presenza su questi due modelli dell'evoluto sistema trasmissione cardanica a quadrilatero articolato, brevettata dalla Guzzi e contrassegnata dall'acronimo CA.R.C. Cardano Reattivo Compatto.
Al Salone di Milano del novembre 2005, Moto Guzzi ribadisce la sua ritrovata vitalità presentando una Gran Turismo su base Breva V1100 e dotata dello stesso nuovo motore portato però a 1134 cm³, è la Norge 1200, il cui nome si rifà al citato raid del 1928. Sempre nella stessa occasione i 35 anni della California vengono festeggiati con la versione California Vintage, nera con bordature bianche, valigie in metallo e dall'aspetto indiscutibilmente retrò. L'elevato contenuto tecnologico di Moto Guzzi viene ancora una volta ribadito, Moto Guzzi è la prima casa motociclistica ad avere in produzione solo modelli omologati Euro 3.
Nel 2005 muore all'età di 94 anni anche l'ingegner Giulio Cesare Carcano, autore del famoso "Otto cilindri" e del motore bicilindrico a V trasversale di 90°, il twins, quello che, con le dovute modifiche culminate nell'8 valvole con camme in testa, è montato tutt'oggi sulle Moto Guzzi.

#### Rinnovamento e ritorno alle corse
Per quanto riguarda le moto di produzione, nel mese di luglio 2006 viene organizzata una riedizione del raid a Capo Nord compiuto da Giuseppe Guzzi nel 1928. Questa volta partono per Capo Nord quattordici Norge 1200 che percorreranno il tragitto in 6 tappe, raggiungendo la meta il 29 luglio. L'impresa vuole rilanciare in grande stile il nuovo modello nel settore del gran turismo, mantenendo vivo il legame con la storia del marchio dell'Aquila.

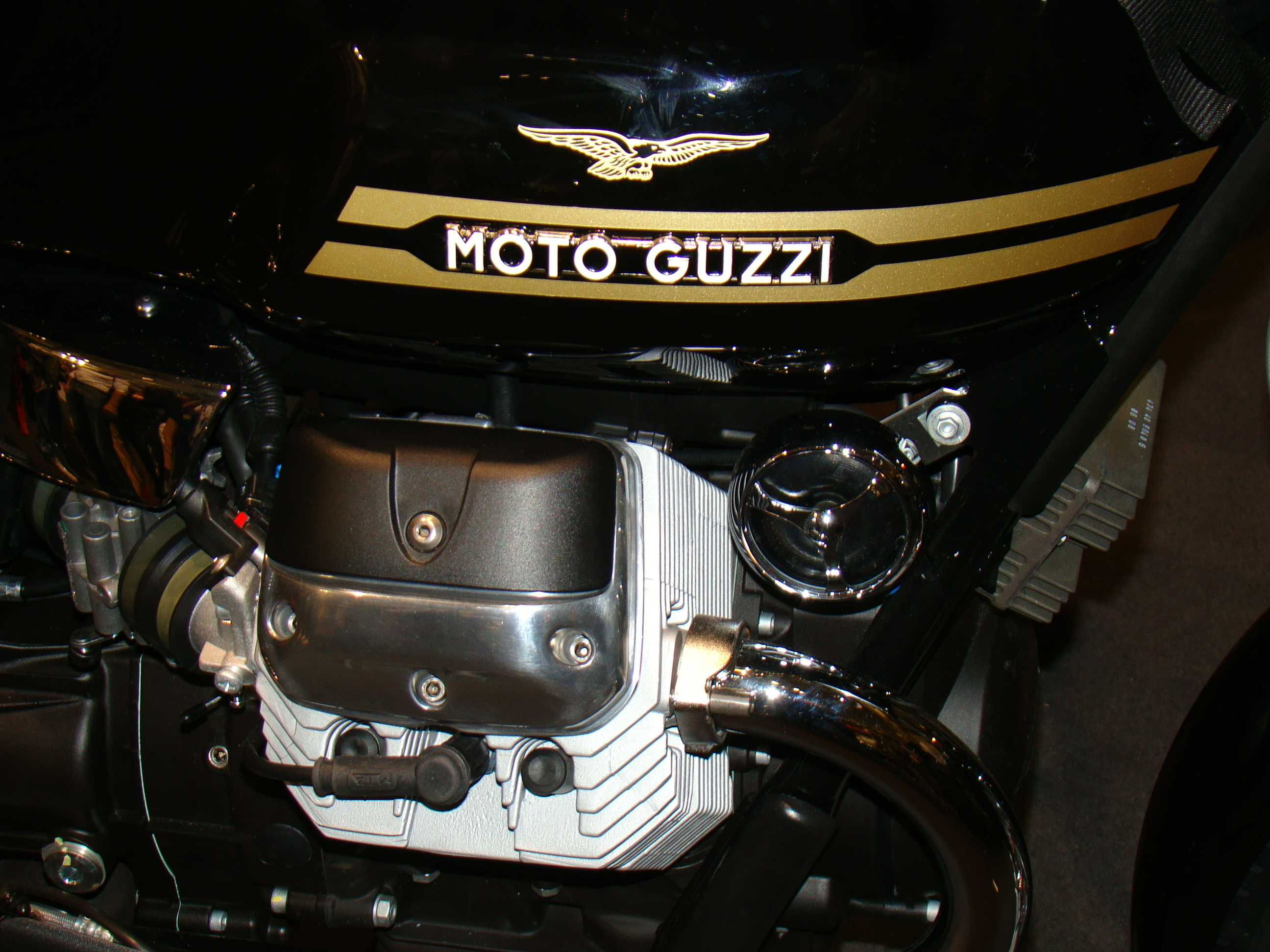
Dettaglio di uno dei 2 cilindri del V7 Classic

L'onda del rinnovamento perseguita dalla nuova proprietà comincia a essere visibile anche all'interno della storica fabbrica di Mandello. Nel mese di settembre viene inaugurata la nuova e modernissima linea di assemblaggio motori, alla quale se ne aggiungerà una seconda nel 2007. Moto Guzzi continua quindi a riaffermare il suo legame con il territorio lariano e italiano, evitando le ormai generalizzate delocalizzazioni produttive che snaturerebbero le radici stesse dello storico marchio.
Uno di questi modelli, rosso per la cronaca e con un piccolo segno di urto su una valigia procurato appunto durante il raid, vola in Inghilterra, vinto durante le GMG 2006 da una fortunata guzzista inglese. Durante appunto le GMG 2006 si raggiunge lo storico risultato di 15.000 iscritti, e sapendo evidentemente che non tutti i presenti si sono iscritti, per la comunità mandellese è stata una grande invasione di guzzisti. Le GMG 2006 hanno veramente messo in luce il vero rilancio della casa dell'Aquila.
Proseguendo nella sua politica di rinnovamento della gamma, a settembre viene presentata la 1200 Sport, una versione della Breva potenziata quel tanto che basta per renderla una vera Sport Tourer d'alto lignaggio (mantiene comunque due comodi posti e la possibilità di montare capienti valigie laterali). Per gli insaziabili della potenza, Moto Guzzi mette a disposizione 2 kit ufficiali di potenziamento.

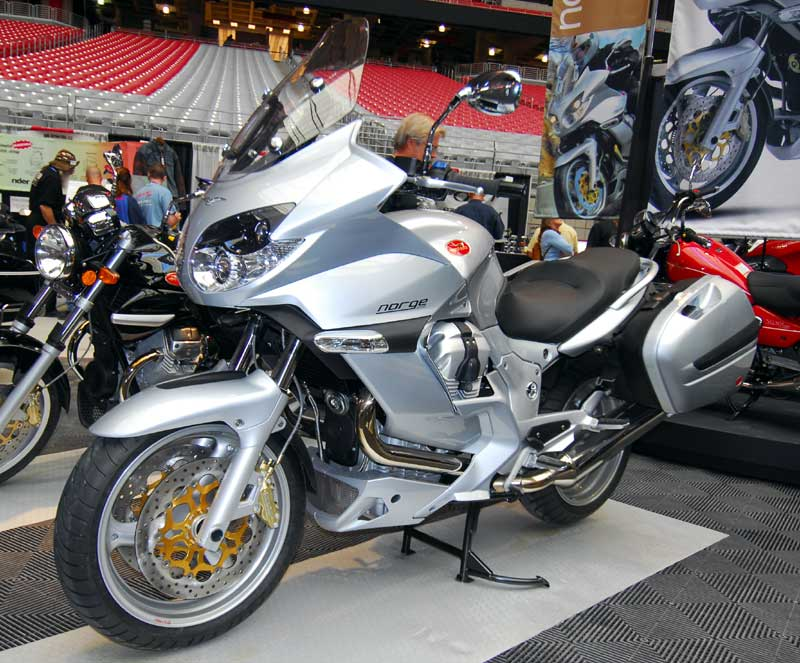
"Norge 1200" del 2006

Novembre è il mese del Salone di Milano, dove vengono presentate le novità dell'anno 2007. Assecondando le richieste che arrivano dal mercato, Moto Guzzi si presenta con una lunga serie di novità: 2 motori nuovi, due nuove versioni di moto già a listino, una moto completamente nuova. Nel dettaglio:
- nuovo motore V2 da 1.200 cm³ e 8 valvole con albero a camme in testa (quindi con la parte alta del motore completamente riprogettata), accreditato di ben 110 CV e 11 kgm di coppia motrice massima
- nuovo motore 940 cm³ ad aste e bilancieri, ottenuto accorciando la corsa del motore 1151 cm³ della Norge/1200Sport. In questa configurazione a corsa corta è accreditato di 75 CV
- Norge 850, nuova versione della Granturismo di Mandello
- Griso 1200 8v, che monta l'inedito motore 8 valvole sopraccitato e con alcuni piccoli affinamenti (sella più comoda per il passeggero, fianchetti più rastremati, nuovo scarico doppio con una inedita conformazione bilobata per mantenersi stilisticamente coerente con le altre versioni della Griso, dischi anteriori wave con pinze ad attacco radiale)
- 940 Custom, successivamente ribattezzata "Bellagio", con il nuovo motore 940 e la sospensione posteriore monobraccio CA.R.C., è una nuova tipologia di custom chiaramente ispirata alle moto da dirt track, una custom che non esprime un carattere pacioso bensì dinamico. La 940 Custom è anche dotata di un inedito telaio che si mantiene però fedele allo schema a doppia culla progettato originariamente dall'Ing. Tonti.

La nuova gestione e la rinnovata vitalità progettuale e commerciale comincia subito a produrre risultati incoraggianti. La mattina del giorno 11 dicembre 2006 viene prodotta a Mandello la decimillesima moto dell'anno (si tratta di una 1200 Sport), una crescita costante che è passata dalle 4.000 moto scarse del 2004 alle 7.000 del 2005, per giungere alle oltre 10.000 del 2006. Per ritrovare lo stesso volume produttivo bisogna fare un salto indietro di oltre vent'anni, per l'esattezza al 1983.
Un altro interessante dato di mercato: la quota di moto vendute all'estero supera il 60%, a dimostrazione dell'affetto che questo marchio continua a riscuotere in tutto il mondo.
Grazie a questi risultati il punto di pareggio finanziario risulta ormai essere vicino, l'unica vera garanzia di sopravvivenza per una Casa motociclistica.

#### La vittoria a Daytona

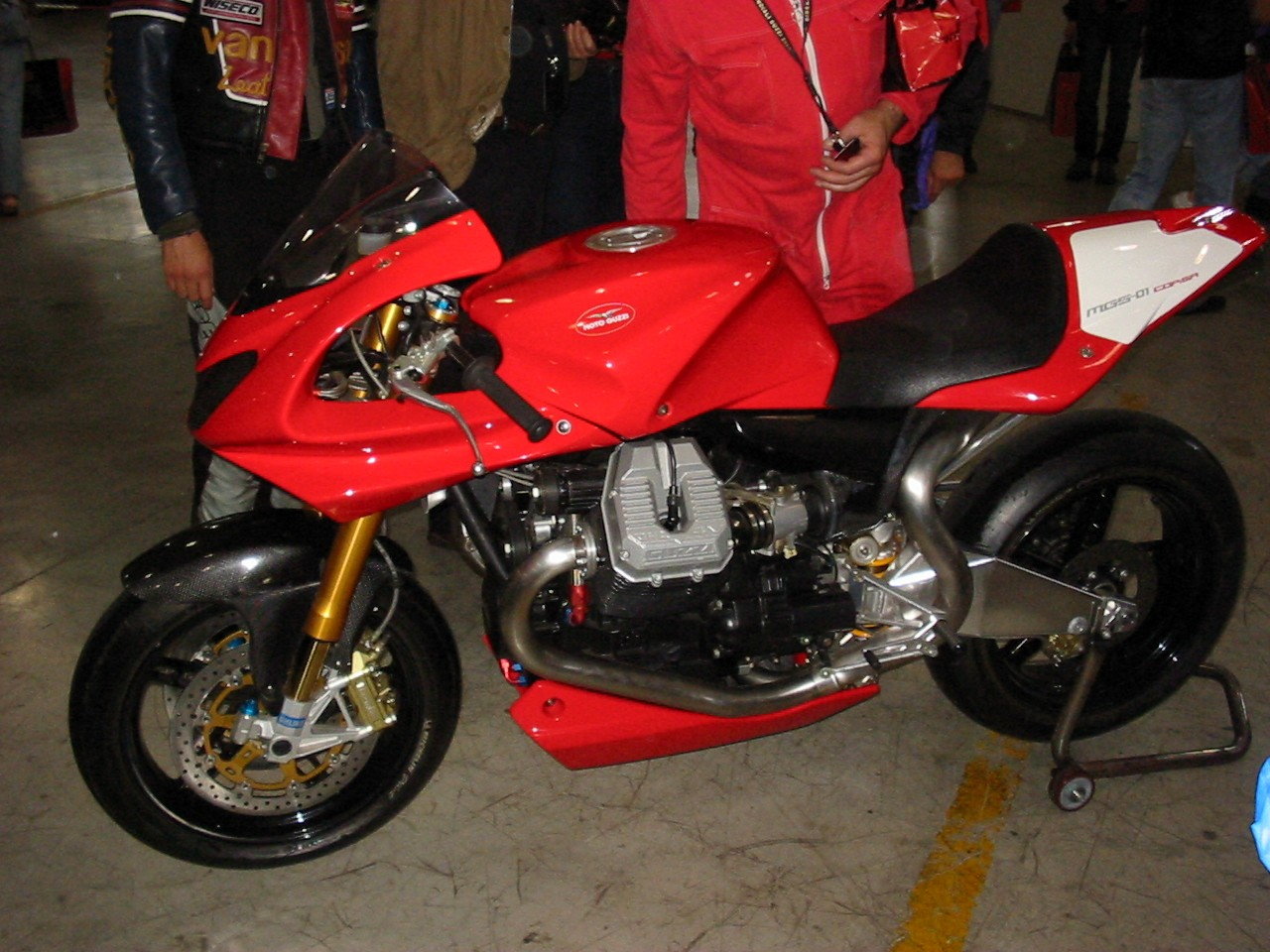
Guzzi MGS-01 Corsa

I giorni 6 e 7 marzo 2006 sono giorni in cui il nome Moto Guzzi torna finalmente e clamorosamente a essere riscritto negli annali delle competizioni internazionali. In quei giorni il pilota Gianfranco Guareschi, detto Il Guaro, in sella a una Moto Guzzi MGS-01 Corsa, vince le due manche della BOT-Battle of Twins della "Daytona Speed Week" davanti a oltre 80.000 spettatori nella categoria Formula 1 (che non prevede limiti di cilindrata o modifiche). Non contenti di queste due storiche affermazioni, il "Guaro" e la sua MGS-01 partecipano anche alla gara della categoria Sound of Thunder che ammette anche la partecipazione di moto della classe Superbike, classificandosi secondi. Nello stesso anno questa accoppiata si aggiudica anche il Trofeo Supertwins italiano, al termine di una stagione ricca di vittorie, nonostante la MGS-01 Corsa venga a trovarsi di fronte a moto di ben 50–60 kg più leggere, facendo valere il suo perfetto bilanciamento telaistico e il suo motore che, per quanto meno potente della concorrenza, è dotato di una coppia e di una progressione eccezionali.
Con un maggior supporto della Casa Madre e dell'importatore americano, Gianfranco Guareschi e la sua Moto Guzzi MGS-01 Corsa ma motorizzata BigBore, un motore potenziato e modificato, si ripresentano l'anno successivo al via della "Daytona Speed Week", non più nelle vesti di outsider. Le aspettative non vengono disattese, e per il secondo anno consecutivo, dopo due gare tiratissime, è ancora una doppia vittoria nella classe 'BOT-Battle of Twins', dove riesce a prevalere anche di fronte all'esordiente Ducati 1098. Nella classe libera 'Sound of Thunder' la vittoria sfugge per poco, ma il secondo posto assoluto resta comunque un ottimo risultato. Il 'Guaro' mette così il sigillo numero 3.332 alla lista delle vittorie Moto Guzzi in competizioni ufficiali.
Da sottolineare il fatto che a questa seconda partecipazione la MGS-01 ha subito un notevole sviluppo, essendo ora dotata di raffreddamento a liquido per una cilindrata totale portata a 1.350 cm³.
La Moto Guzzi, non dimenticando le proprie imprese anche in campo "fuoristrada" presenta la nuova Stelvio, una endurona stradale da 1.200 cm³ quattro valvole per cilindro, volta a reintrodurre la Casa di Mandello nel settore, dopo le Quota V1000 e NTX 750 degli anni novanta.

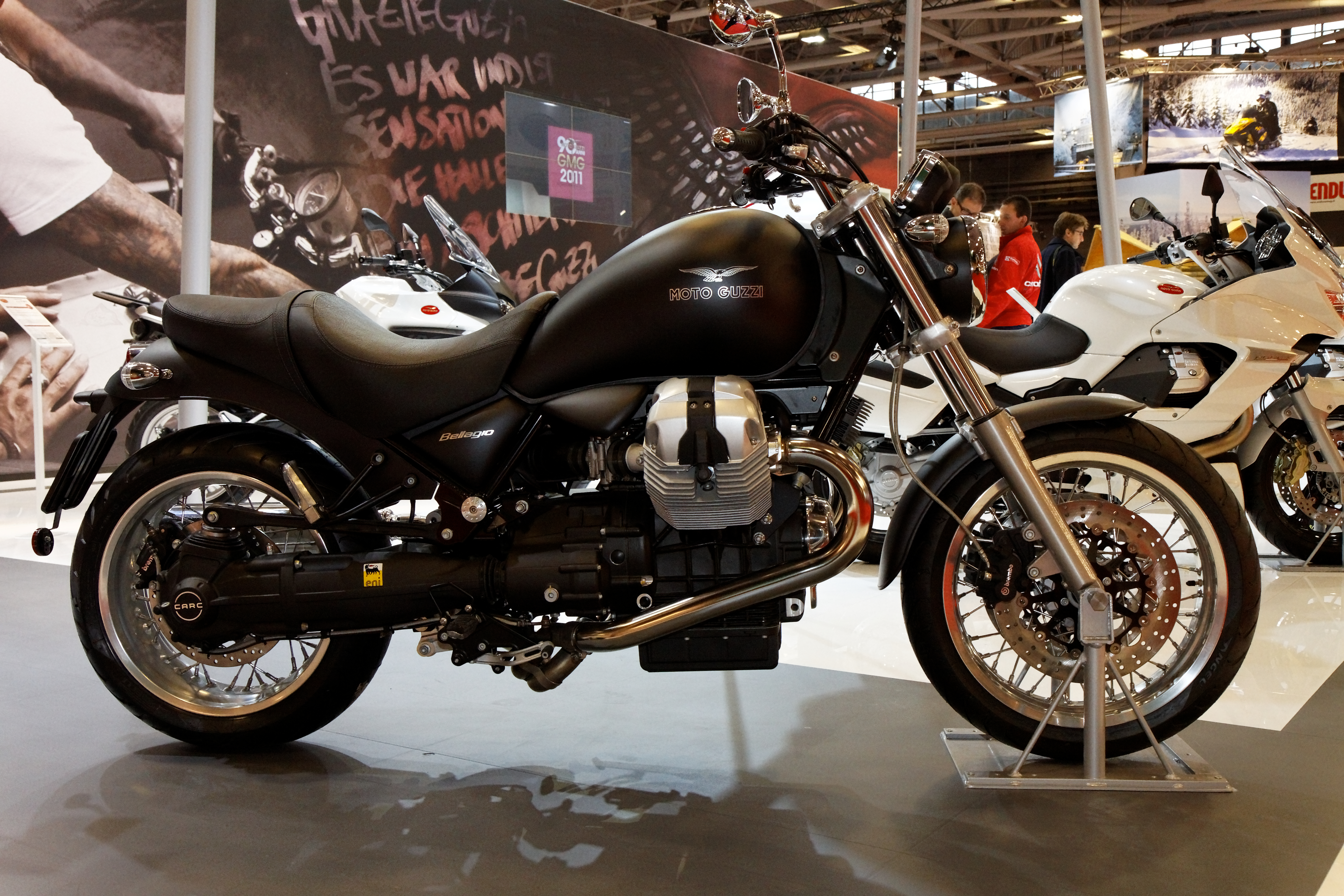
"Bellagio 940 Aquila Nera" del 2011

Nel mese di marzo 2007 Colaninno presentò personalmente la nuova Bellagio, all'hotel Villa Serbelloni. Motore da 940 cm³, la Bellagio è una custom con tratti di ciclistica evoluti quanto una naked. Colaninno parla di questa moto, più economica di altre, adatta al mercato americano, in forte crescita. Riesalta in alcuni tratti stilistici la California di cui riprende l'imponente serbatoio. Il Norge 850 andrà a concorrere con Honda per quanto riguarda il settore delle turistiche. Prezzo ribassato, con molti accessori, lo rendono adatto sia per turismo a chi non si sente di cavalcare il 1200, sia per muoversi in città.
Intanto la sorella più grossa, la Norge 1200, vince il premio moto dell'anno nel settore delle granturismo, e terza piazza per la 1200 Sport nel settore delle moto stradali. Un ottimo risultato che premia tutta la "squadra", dal reparto motori al reparto progettazione.
In quell'anno Guzzi punta in alto, dopo che notizie ufficiali e verificabili danno, in gennaio e febbraio 2007, la casa di Mandello in crescita di immatricolazioni rispetto al primo bimestre 2006 del 34,6%, cifre esaltanti e rassicuranti che fanno promettere l'abbattimento della soglia 10.000 toccata nella storica data dell'11 dicembre 2006.

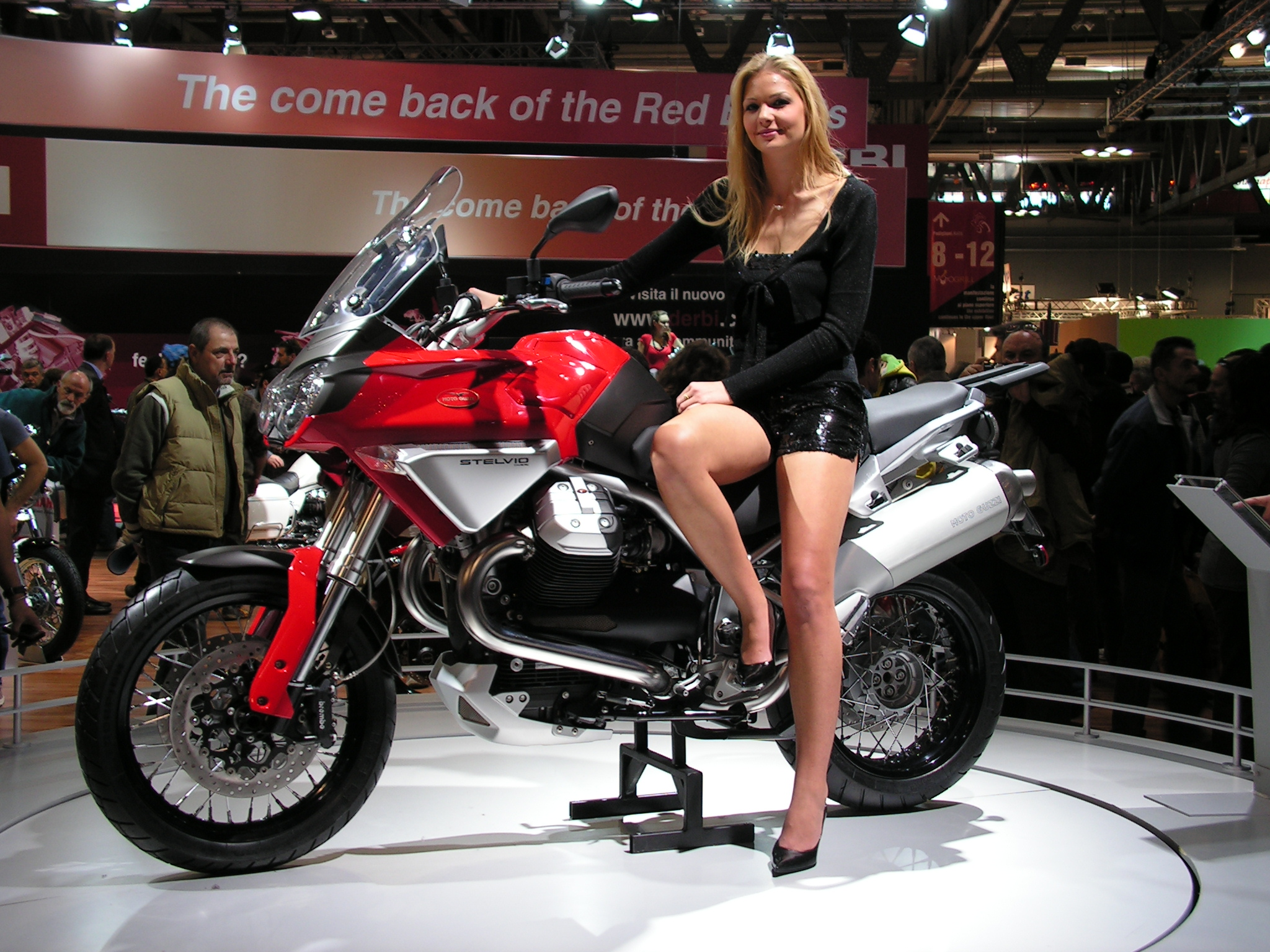
Guzzi Stelvio al Salone di Milano 2007

Il 14, 15 e 16 settembre si sono tenute le oramai tradizionali Giornate Mondiali Guzzi nel segno della nuova Griso 8v, che monta il motore 1200 cm³ fornito di 4 valvole per testa, ultima evoluzione del bicilindrico di Carcano. Questo modello dal telaio numero 1 è stato vinto da Denise Martin di Cannes. Le presenze sono state di oltre 17.000 appassionati motociclisti.
Nel frattempo a Milano Bandiera e Colaninno hanno annunciato che la tendenza delle vendite è in aumento e quest'anno Guzzi punterà a 11.000 moto immatricolate, 1.000 in più dello scorso anno.

#### Il ritorno della V7
Il Salone di Milano del novembre 2007 è ancora l'occasione per presentare sul mercato le ultime novità. L'attività di sviluppo è frenetica, e porta sul palcoscenico la definitiva Stelvio, equipaggiata col nuovissimo motore 1200 cm³ a 8 valvole, ma con una mappatura che privilegia la coppia in basso. Nonostante ciò la potenza massima resta superiore ai 100 CV. Contemporaneamente viene presentata anche la V7 Classic, come dice il nome una moto semplice, dotata del motore da 750 cm³ e dall'aspetto fortemente tradizionale anche nelle grafiche. Un chiaro rimando e un omaggio alla progenitrice di tutte le Moto Guzzi moderne, la V7 appunto.
Modifiche di dettaglio alla Bellagio, con una colorazione lucida bicolore e una gamma di accessori che ne amplificano la versatilità (come ad esempio la sella biposto e diversi sistemi di borse per il trasporto bagagli).
La Moto Guzzi nel 2008 comincia a produrre di serie la Stelvio che raccoglie nelle riviste e in servizi specializzati buoni consensi. I colori disponibili sono Rosso Corsa, Bianco Lunare e Nero.
Nell'ottobre 2008 vince una gara di fornitura, indetta dal Ministero degli Interni del land di Berlino, per la consegna di n. 35 "850 GT Norge" alla Polizia della capitale tedesca.
L'ufficio progettazione, sembra ormai certo, si trasferirà a Noale, mentre alla fine anno partono i lavori di ristrutturazione degli stabilimenti di via Parodi 57, con progetto e concessione edilizia già appese sull'esterno della fabbrica. L'operazione ha causato la messa in cassa integrazione di buona parte degli impiegati e il sorgere di numerose polemiche.

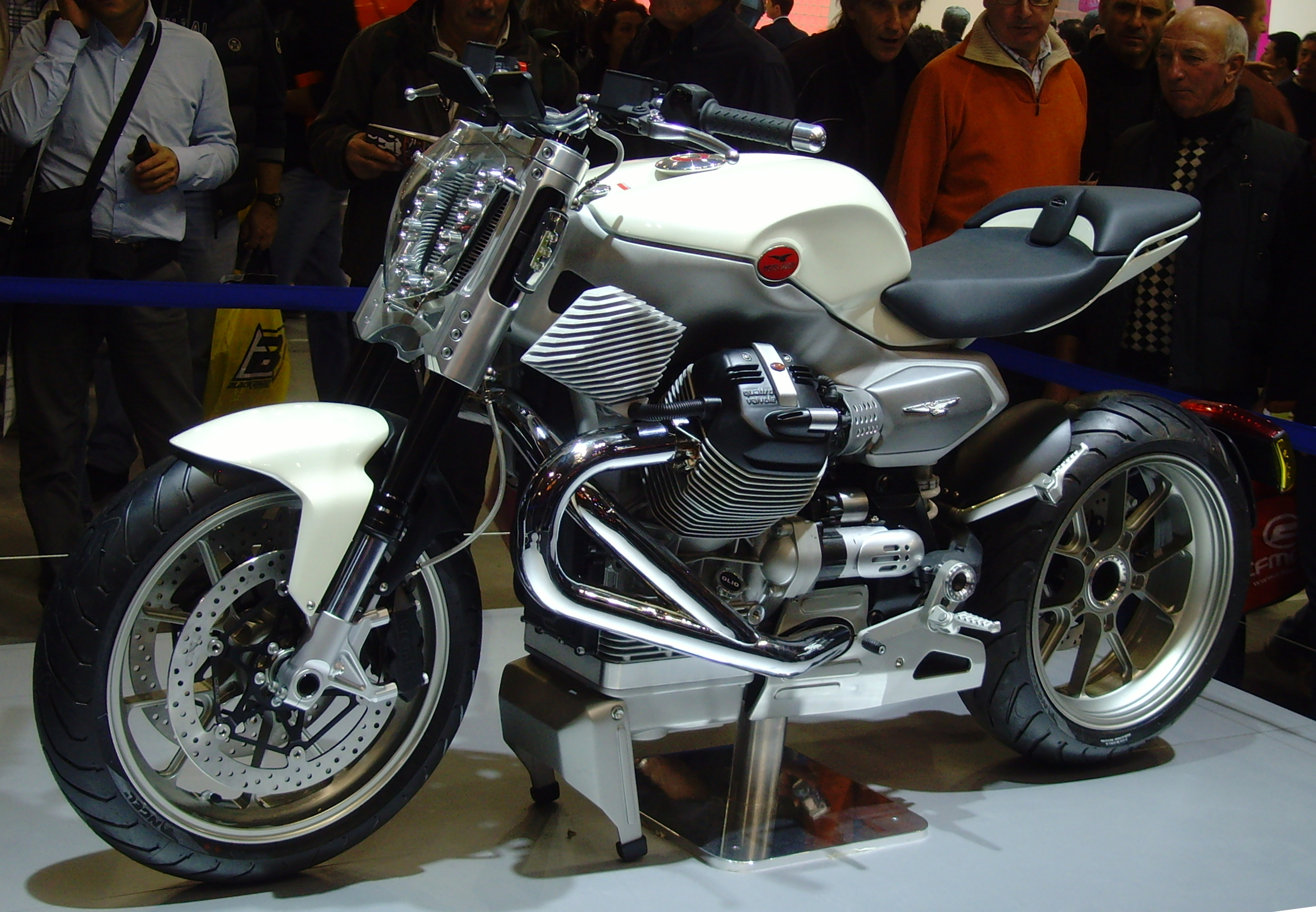
Guzzi V12 X

Al 67º Salone Internazionale del Motociclo di Milano del 2009, vengono presentati tre prototipi denominati rispettivamente V12LM, V12 Strada e V12 X. Le tre avveniristiche motociclette, disegnate da Pierre Terblanche e Miguel Galluzzi, riscuotono enorme successo guadagnando dalla Motorcycle Design Association Award (associazione di design che vanta 165 membri distribuiti in quattro continenti) il riconoscimento quali migliori modelli presentati al motosalone. Le nuove motociclette hanno l'obiettivo dichiarato di rilanciare definitivamente il marchio Moto Guzzi al successo commerciale e sportivo.

### Anni 2010
Nel 2010 viene presentata la Moto Guzzi Nevada Anniversario, per celebrare i 90 anni della casa. Il motore è un bicilindrico a V con i.e. di 744 di cm³. Esce anche la versione Racer della V7.
Nel marzo 2012 viene commercializzata la nuova V 7, con il motore 750 cm³ ridisegnato, nelle versioni Stone, Special e Racer. Sempre nel 2012 viene presentata la Moto Guzzi California 1400 con un nuovo motore bicilindrico a V da 1400 cm³, il controllo di trazione, la tecnologia "ride by wire" multimappa e illuminazione diurna a led DRL. La casa di Mandello sceglie l'attore scozzese Ewan McGregor, grande appassionato di Moto Guzzi e collezionista di motociclette d’epoca, come testimonial.
Nel 2014 la V7 si rinnova: nasce la Moto Guzzi V7 II che rispetto alla versione precedente stilisticamente cambia poco, ma dove si svolta è a livello tecnico, ha la sesta marcia che ha consentito di avvicinare le primi due e gli ultimi due rapporti per dare maggior brillantezza al motore e contenere i consumi, inoltre fa la sua comparsa il sistema Antilock Braking System e il controllo di trazione MGTC. La V7 II ha tre versioni: la V7 II Stone che prende spunto dalle tonalità tipiche degli anni ‘70, la V7 II Special che è ispirata alla V750 S3 del 1975 e la V7 II Racer, in edizione limitata.
Nel 2015 nascono l'Eldorado e l'Audace, entrambe derivate dalla California 1400: la prima è l’erede della “850” che 40 anni prima ebbe successo negli Stati Uniti; la seconda invece è una motocicletta nata per enfatizzare le prestazioni del motore bicilindrico a V da cm³.
Nel corso dell'anno viene proposta inoltre l'iniziativa Moto Guzzi Garage, dedicata alla customizzazione della propria motocicletta.
Nel 2016 ritorna la Stornello a oltre cinquant’anni dalla nascita; nel marzo dello stesso anno, in occasione del 95º anniversario di Moto Guzzi, viene lanciata una nuova gamma V9 di media cilindrata in due versioni, la V9 Roamer e la V9 Bobber, con il nuovo motore 853 cm³ che porta la potenza a 55 CV e 62 Nm
In autunno, in occasione dell'EICMA, viene presentata la MGX-21 Flying Fortress 1400.
Nel 2017 viene aggiornata la V7 con la nuova V7 III, si presenta ancora nelle tre versioni Stone, Special e Racer. Rispetto alla versione precedente si differenzia in alcuni dettagli estetici e per condividere la ciclistica e il motore della V9. Quest'ultimo mantiene la cilindrata di 744 cm³, ma introduce alcune caratteristiche derivate dal motore di maggior cilindrata, come le valvole inclinate e una camera di scoppio emisferica che porta un aumento di prestazioni del 10%, ora a 52 CV, nel 2018 debuttano le versioni Carbon, Rough e Milano.
Nel 2018 viene presentato il prototipo della V85TT, una classic enduro, ispirata alla V65TT degli anni '80, che abbina un telaio completamente nuovo in tubi d'acciaio ad un motore da 853 cm³ di derivazione V9, portato però a 80 CV e 80 Nm grazie a un nuovo corpo farfallato e alla valvole di aspirazione in Titanio, mantenendo la distribuzione ad aste e bilancieri a 2 valvole per cilindro; disponibile per l'acquisto da Febbraio 2019, nelle versioni Evocative Graphics (bi-colore) e mono-colore.

### Anni 2020
Nel 2021 con l'introduzione della norma antinquinamento Euro 5, escono di produzione i motori 744 cm³ e 1380 cm³, per questo motivo la V7 III viene sostituita dalla nuova V7 850, che porta un nuovo motore da 853 cm³ derivato dalla V85TT, La potenza massima cresce del 25%, passando dai precedenti 52 CV a 6200 giri/min. agli attuali 65 CV a 6800 giri/min. Notevolmente incrementata è anche la coppia massima che passa da 60 Nm a 4250 giri/min agli attuali 73 Nm a 5000 giri/min, con più dell’80% della coppia disponibile già a 3000 giri/min. viene evoluta anche la ciclistica con un telaio aggiornato con l’aggiunta di elementi in acciaio nella zona del cannotto di sterzo, la nuova coppia di ammortizzatori dalla maggiore escursione, le nuove pedane, la gomme di sezione maggiore e la nuova sella a doppia altezza, assicurano più stabilità e comfort per rider e passeggero. Anche la V85TT e la V9 vengono aggiornate per ottemperare alla nuova direttiva Euro 5, la prima perde 4 CV ma guadagna una maggiore coppia ai bassi e medi regimi grazie all'adozione di un nuovo albero a camme e un nuova mappatura; la seconda adotta invariato il motore della nuova V7 850.
In occasione del 100º Anniversario della casa, ad EICMA 2021, Moto Guzzi presenta la V100 Mandello. Un modello completamente nuovo, è la prima Guzzi a sfruttare la piattaforma raffreddata a liquido denominata “compact block”. Un motore totalmente inedito, e come lascia intendere il nome, più corto rispetto all’unità raffreddata ad aria della V85 TT (-103 mm), ma sempre con la tipica architettura a V di 90° e con un cilindrata di 1042 cm³ che sprigionano 115 cavalli e 105 Nm di coppia.

## La fabbrica

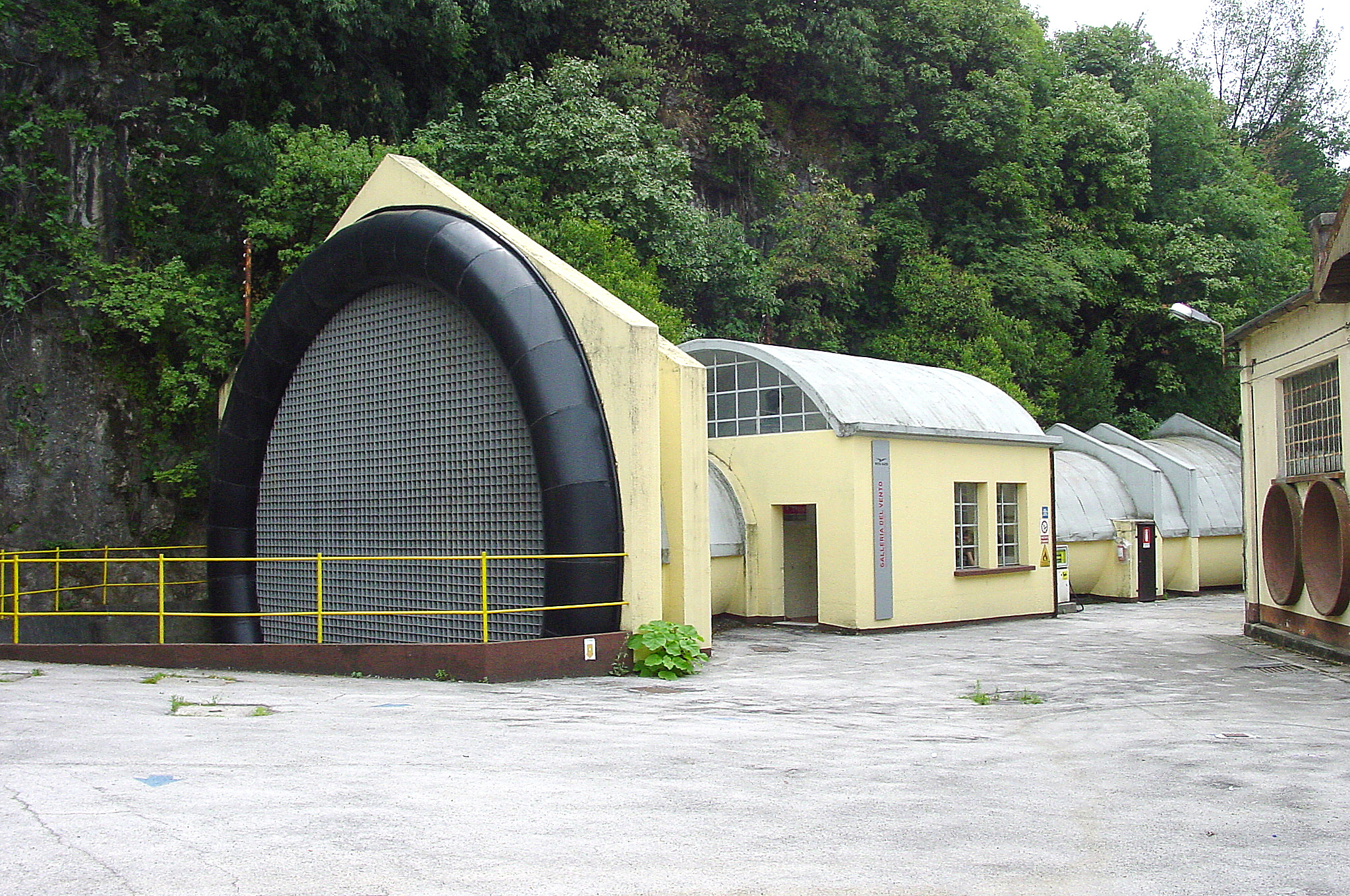
La galleria del vento a Mandello

Lo stabilimento di produzione è a Mandello del Lario (LC) in via E.V. Parodi 57. Al suo interno nel 1950 è nata la prima galleria del vento per ricerche aerodinamiche per le moto.
All'interno della fabbrica vi è il Museo Moto Guzzi, aperto al pubblico che espone la maggior parte dei modelli creati dalla Guzzi e non più in commercio, più alcuni modelli prototipo creati in poche copie e mai usciti dallo stabilimento per il grande pubblico, oltre alla GP, dalle iniziali di Guzzi e Parodi prodotta nel 1919 prima della nascita della Società Anonima Moto Guzzi. Inoltre sono presenti altri usi del motore a V Guzzi come quello nel settore aereo.
Sempre all'interno della fabbrica è presente una rivendita di accessori, vestiario e tutto ciò che riguarda il mondo Moto Guzzi e una sala di proiezione video, ma ora non più in uso.
Nel mese di maggio 2007 l'insegna sul tetto della fabbrica, ormai vecchia e logora, viene sostituita con una molto più luminosa, con il marchio ufficiale e la scritta. La stessa insegna viene posta lo stesso giorno sopra il cancello di ingresso alla fabbrica in versione rettangolare.
Nel settembre del 2016, per celebrare il 95º anniversario del marchio, Moto Guzzi ha organizzato l'Open House al quale hanno partecipato oltre 25 000 appassionati provenienti da tutto il mondo (Polonia, Ungheria, Gran Bretagna, Australia, Cina, e Stati Uniti).

## La produzione recente
La produzione recente è diversificata nelle diverse gamme custom, naked, sport, enduro, touring, tutte caratterizzate dal motore bicilindrico a V di 90° longitudinale raffreddato ad aria, con trasmissione finale a cardano.
- V7 Classic (744 cm³) 2007 - 2012
- V7 Stone (744 cm³) 2012 -
- V7 Special (744 cm³) 2012 -
- V7 Racer (744 cm³) 2012 - 2020
- V7 Stone (853 cm³) 2020 -
- V7 Special (853 cm³) 2020 -
- V85 TT (853 cm³) 2019 -
- V9 Roamer (853 cm³) 2016 -
- V9 Bobber (853 cm³) 2016 -
- V100 Mandello (1042 cm³) 2022 -
- Stelvio (1042 cm³) 2023 -
- Eldorado 1400  (1380 cm³) 2015 - 2020
- Audace (1380 cm³) 2015 - 2020
- MGX-21 (1380 cm³) 2016 - 2020

## La produzione storica

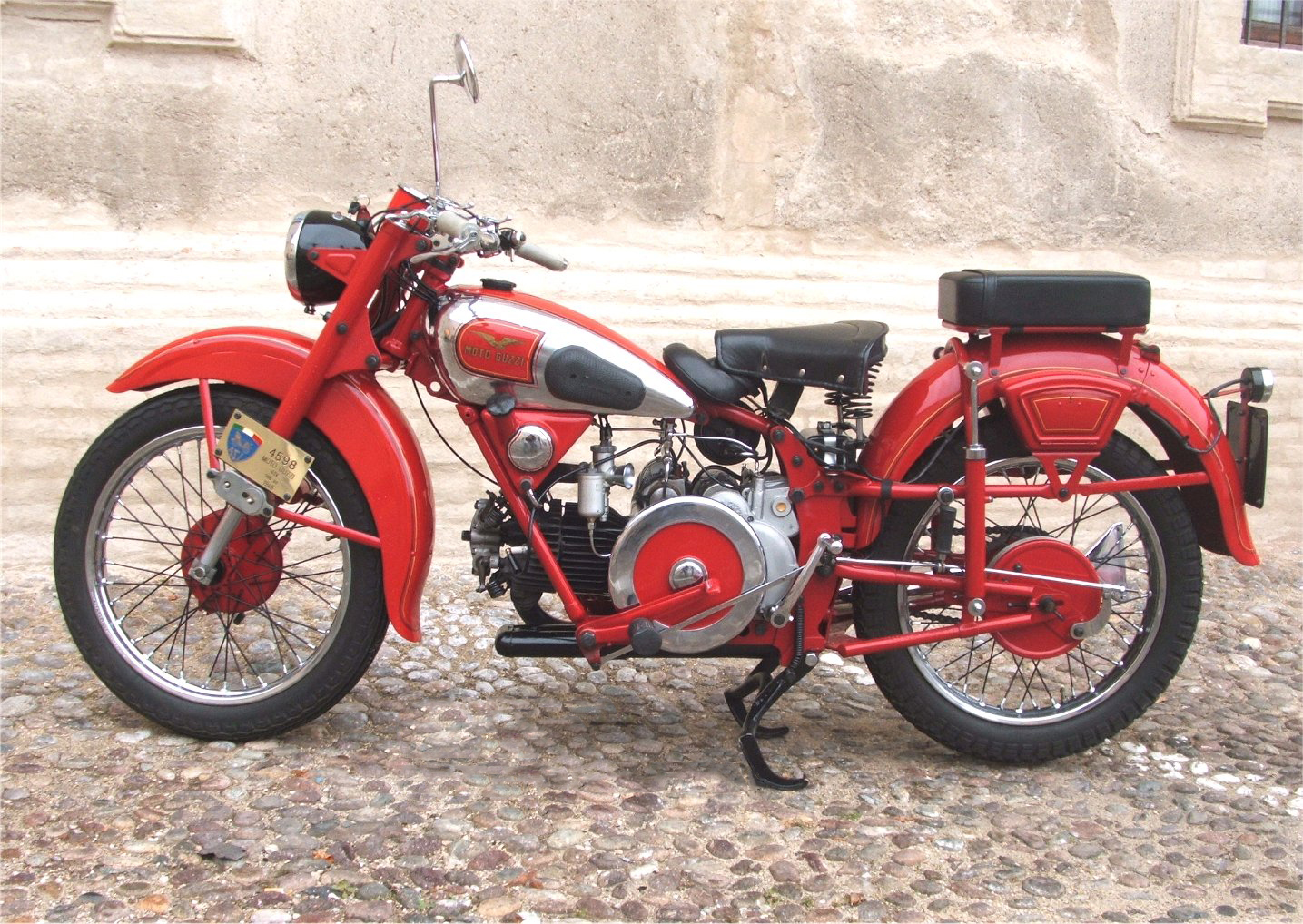
"500 GTV" del 1948

- G.P. 500 (il primo prototipo di Guzzi e Parodi, creato pochi mesi prima della fondazione della Moto Guzzi)

| Nome modello                                              | Cilindrata   | Prodotto dal | Sino al | Note | Immagine |
| --------------------------------------------------------- | ------------ | ------------ | ------- | --- | -------- |
| Normale                                                   | (498,4 cm³)  | 1921         | 1924    | |          |
| Sport                                                     | (498,4 cm³)  | 1923         | 1928    | conosciuta anche come "Sport 13"                                                                           |          |
| GT "Norge"                                                | (498,4 cm³)  | 1928         | 1930    | |          |
| Sport 14                                                  | (498,4 cm³)  | 1929         | 1930    | |          |
| Tre Cilindri                                              | (499 cm³)    | 1932         | 1933    | |          |
| GT 16                                                     | (499 cm³)    | 1931         | 1934    | |          |
| Sport 15                                                  | (498,4 cm³)  | 1931         | 1939    | |          |
| GT 17                                                     | (499 cm³)    | 1932         | 1939    | |          |
| GTS                                                       | (498,4 cm³)  | 1934         | 1940    | |          |
| Alce                                                      | (498,4 cm³)  | 1939         | 1945    | |          |
| Airone                                                    | (246 cm³)    | 1939         | 1957    | |          |
| Motoleggera 65 cm³                                        | (64 cm³)     | 1946         | 1954    | |          |
| Superalce                                                 | (498,4 cm³)  | 1948         | 1958    | |          |
| Astore                                                    | (498,4 cm³)  | 1949         | 1953    | |          |
| Falcone                                                   | (498,4 cm³)  | 1950         | 1967    | |          |
| Galletto 160 cm³ (quattro versioni) (colore avorio)       | (159,5 cm³)  | 1950         | 1952    | |          |
| Galletto 175 cm³ (colore avorio)                          | (175 cm³)    | 1952         | 1953    | |          |
| Galletto 192 cm³ (colore avorio e rosso-fuoco)            | (192 cm³)    | 1954         | 1961    | |          |
| Galletto 192 cm³ avv. elett. (Grigio Agata e rosso-fuoco) | (192 cm³)    | 1961         | 1965    | |          |
| Cardellino 73 cm³                                         | (73 cm³)     | 1956         | 1965    | |          |
| Zigolo                                                    | (98 cm³)     | 1953         | 1966    | |          |
| Zigolo 110                                                | (110 cm³)    | 1959         | 1966    | |          |
| Lodola Sport                                              | (175 cm³)    | 1956         | 1966    | |          |
| Stornello 125 cm³                                         | (123,1 cm³)  | 1960         | 1975    | |          |
| Dingo 3 marce                                             | (48,89 cm³)  | 1963         | 1976    | |          |
| Dingo 4 marce                                             | (48,89 cm³)  | 1963         | 1976    | |          |
| Dingo M                                                   | (50 cm³)     | 1969         | 1972    | |          |
| Dingo MM                                                  | (50 cm³)     | 1973         | 1974    | |          |
| Dingo Sport                                               | (49 cm³)     |              | 1966    | |          |
| Dingo Super Sport                                         | (49 cm³)     |              | 1967    | |          |
| Dingo GT                                                  | (49 cm³)     | 1967         | 1969    | |          |
| Dingo GT (nuovo)                                          | (49 cm³)     | 1970         |         | |          |
| Dingo Super 3v                                            | (49 cm³)     | 1966         | 1967    | |          |
| Dingo Super 4v                                            | (49 cm³)     | 1968         |         | |          |
| Dingo Cross                                               | (49 cm³)     | 1967         | 1969    | |          |
| Dingo Cross (nuovo)                                       | (49 cm³)     | 1970         | 1974    | |          |
| Dingo-3V                                                  | (50 cm³)     | 1974         |         | |          |
| Trotter Special M                                         | (48,89 cm³)  | 1966         | 1973    | |          |
| V7 700cc                                                  | (703,72 cm³) | 1967         | 1977    | |          |
| V7 Special 750                                            | (757,49 cm³) | 1968         | 1974    | |          |
| V7 750 Sport                                              | (748,39 cm³) | 1971         | 1973    | |          |
| Moto Guzzi 850 GT                                         |              | 1972         | 1974    | |          |
| Moto Guzzi 850 California                                 |              | 1974         | 1975    | |          |
| Nuovo Falcone 500                                         | (499 cm³)    | 1971         | 1976    | |          |
| Moto Guzzi 2C 4T                                          | (123,57 cm³) | 1979         | 1981    | |          |
| Moto Guzzi 254                                            | (231,1 cm³)  | 1977         | 1986    | |          |
| 250 TS                                                    | (232 cm³)    | 1974         | 1982    | |          |
| 350 GTS                                                   | (345 cm³)    | 1974         | 1979    | |          |
| 400 GTS                                                   | (397 cm³)    | 1974         | 1979    | |          |
| V850 Le Mans                                              | (844,05 cm³) | 1975         | 1980    | |          |
| 1000 SP                                                   | (948,8 cm³)  | 1977         | 1985    | |          |
| V50                                                       | (490,29)     | 1977         | 1979    | |          |
| V35                                                       | (346,2 cm³)  | 1977         | 1980    | |          |
| V1000 Idroconvert                                         | (948,8 cm³)  | 1975         | 1980    | |          |
| V1000 G5                                                  | (948,8 cm³)  | 1979         | 1985    | |          |
| V50 Monza                                                 | (490,29 cm³) | 1980         | 1985    | |          |
| Le Mans III                                               | (844 cm³)    | 1980         | 1985    | |          |
| California II                                             | (948,8 cm³)  | 1981         | 1987    | |          |
| V65                                                       | (643,4 cm³)  | 1982         | 1987    | |          |
| V35 Custom                                                | (346,2 cm³)  | 1982         | 1987    | |          |
| 850 T5                                                    | (844,05 cm³) | 1983         | 1987    | |          |
| V65 Lario                                                 | (643,4 cm³)  | 1984         | 1989    | |          |
| Le Mans 1000                                              | (948,8 cm³)  | 1984         | 1988    | |          |
| Custom 125                                                | (123,15 cm³) | 1985         | 1995    | |          |
| California III                                            | (948,8 cm³)  | 1987         | 1993    | |          |
| 1000 GT                                                   | (949 cm³)    | 1987         | 1993    | |          |
| Nevada 350                                                | (346,2 cm³)  | 1991         | 2001    | |          |
| Targa 750                                                 | (744 cm³)    | 1991         | 1993    | |          |
| Daytona 1000 IE                                           | (992 cm³)    | 1992         | 1999    | |          |
| Quota 1000                                                | (992 cm³)    | 1992         | 1997    | |          |
| Strada 1000                                               | (949 cm³)    | 1992         | 1994    | |          |
| 1100 Sport                                                | (1064 cm³)   | 1994         | 2000    | |          |
| V10 Centauro                                              | (992 cm³)    | 1996         | 2001    | |          |
| Quota 1100 ES                                             | (1064 cm³)   | 1998         | 2001    | |          |
| V11 / V11 Sport / V11 Le Mans                             | (1064 cm³)   | 1998         | 2006    | |          |
| Nevada Club 750                                           | (744 cm³)    |              |         | |          |
| California - California EV - California EV Touring        | (1064 cm³)   |              |         | |          |
| Breva V750 i.e.                                           | (744 cm³)    | 2003         | 2011    | |          |
| Breva V1100                                               | (1064 cm³)   | 2005         | 2011    | |          |
| California Vintage                                        | (1064 cm³)   | 2005         |         | |          |
| Griso 1100                                                | (1064 cm³)   | 2005         | 2008    | |          |
| MGS-01 Corsa                                              | (1225 cm³)   | 2005         | 2011    | (non omologata per uso stradale comunque modello da competizione disponibile su richiesta alla casa madre) |          |
| Breva V750 Touring                                        | (744 cm³)    | 2006         | 2011    | |          |
| Breva 850                                                 | (877 cm³)    | 2006         | 2011    | |          |
| 1200 Sport                                                | (1151 cm³)   | 2006         |         | |          |
| Griso 850                                                 | (877 cm³)    | 2006         | 2009    | |          |
| Norge 1200                                                | (1151 cm³)   | 2006         | 2016    | |          |
| Nevada Classic 750 i.e.                                   | (744 cm³)    | 2007         |         | |          |
| Norge 850                                                 | (877 cm³)    | 2007         | 2009    | |          |
| Bellagio 940                                              | (936 cm³)    | 2007         | 2014    | |          |
| California Classic 1100                                   | (1064 cm³)   | 2007         |         | |          |
| Griso 1200 8V                                             | (1151 cm³)   | 2007         | 2016    | |          |
| Stelvio 1200                                              | (1151 cm³)   | 2007         |         | |          |
| Breva V1200                                               | (1151 cm³)   | 2008         | 2011    | |          |
| 1200 Sport 4v                                             | (1151 cm³)   | 2008         |         | |          |
| Stelvio 1200 NTX                                          | (1151 cm³)   | 2009         |         | |          |
| California Aqulia Nera                                    | (1064 cm³)   | 2010         |         | |          |
| Nevada Anniversario                                       | (744 cm³)    | 2010         |         | |          |
| 1200 Sport Corsa 8v                                       | (1151 cm³)   | 2011         |         | |          |
| Norge 1200 8v                                             | (1151 cm³)   | 2011         | 2016    | |          |
| California 1400 Custom                                    | (1380 cm³)   | 2012         |         | |          |
| California 1400 Touring                                   | (1380 cm³)   | 2013         |         | |          |

## Modelli da competizione e prototipi
(elenco parziale)
- C2V (500 cm³) 1922 - 1923
- C4V (500 cm³) 1924 - 1927
- 250 SS 1928 - 1933
- 250 Compressore 1938
- Albatros (250 cm³) 1928 - 1933
- Cicogna (500 cm³) 1933
- Bicilindrica (500 cm³) 1933 - 1951
- 3C Compressore (500 cm³) 1937
- Condor (500 cm³) 1939 - 1948
- Dondolino (500 cm³) 1946 - 1951
- Gambalunga (500 cm³) 1946 - 1951
- Gambalunghino (250 cm³) 1949 - 1952
- Quattro Cilindri (500 cm³) 1952 - 1954
- Bialbero (250 cm³) 1953 - 1955
- Bialbero (350 cm³) 1954 - 1957
- Otto Cilindri (500 cm³) 1955 - 1957
- Ghez "Bidingo" (50 cm³) 1969
- V7 Record (750 cm³) 1969

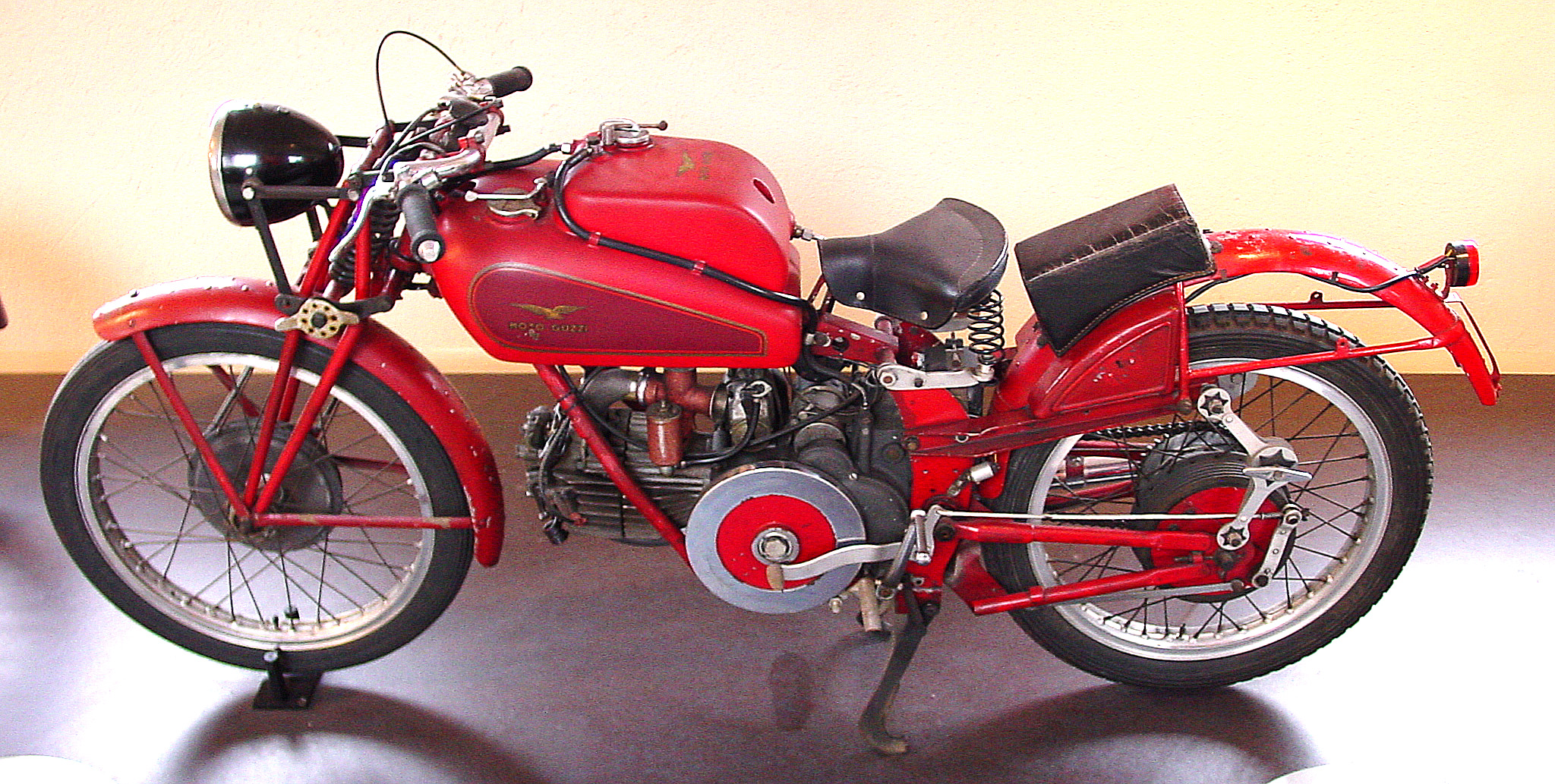
Moto Guzzi 500 Condor del 1939

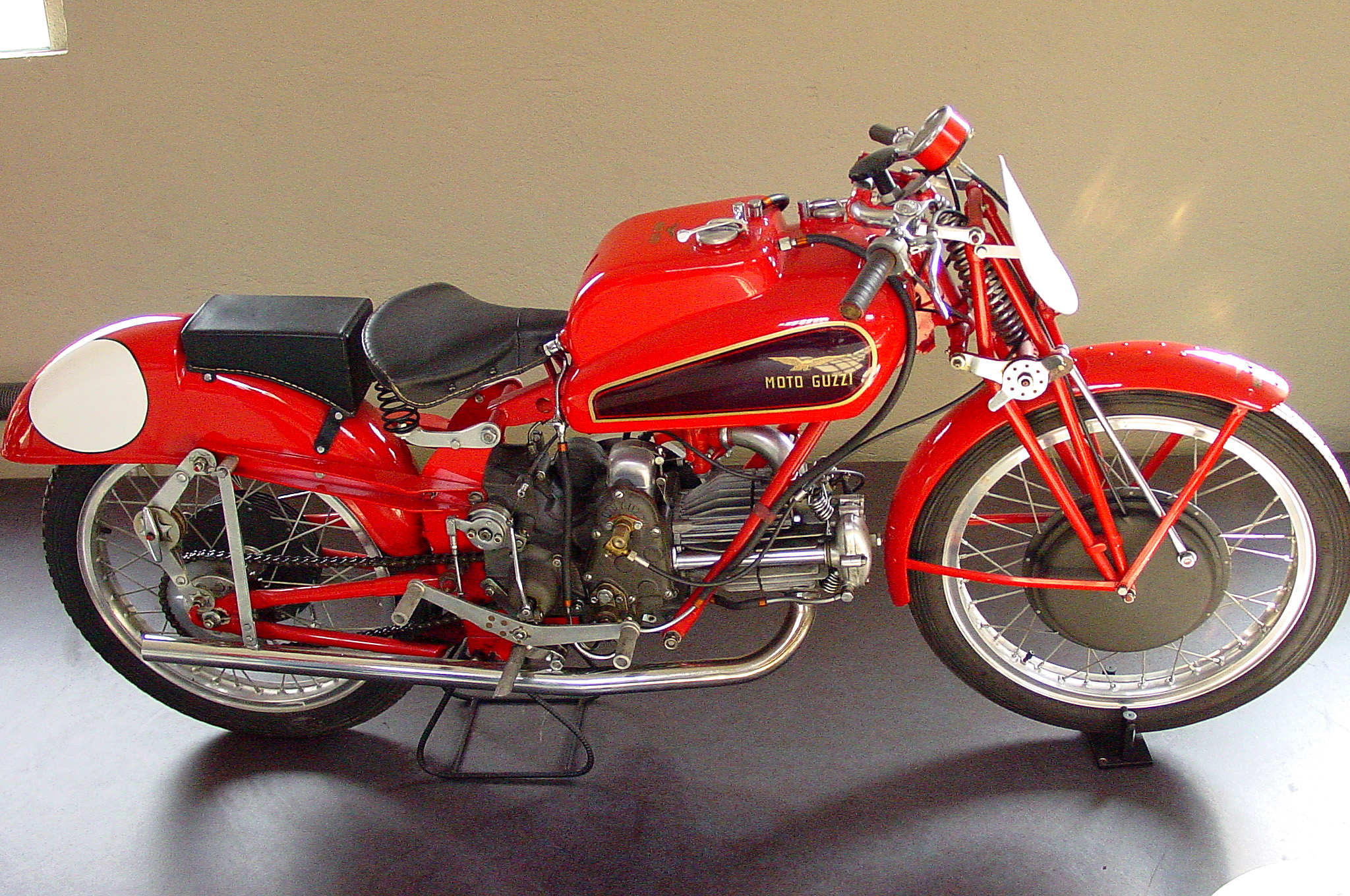
Moto Guzzi Dondolino

- 125 Bicilindrica "Bidingo" (125 cm³) 1971

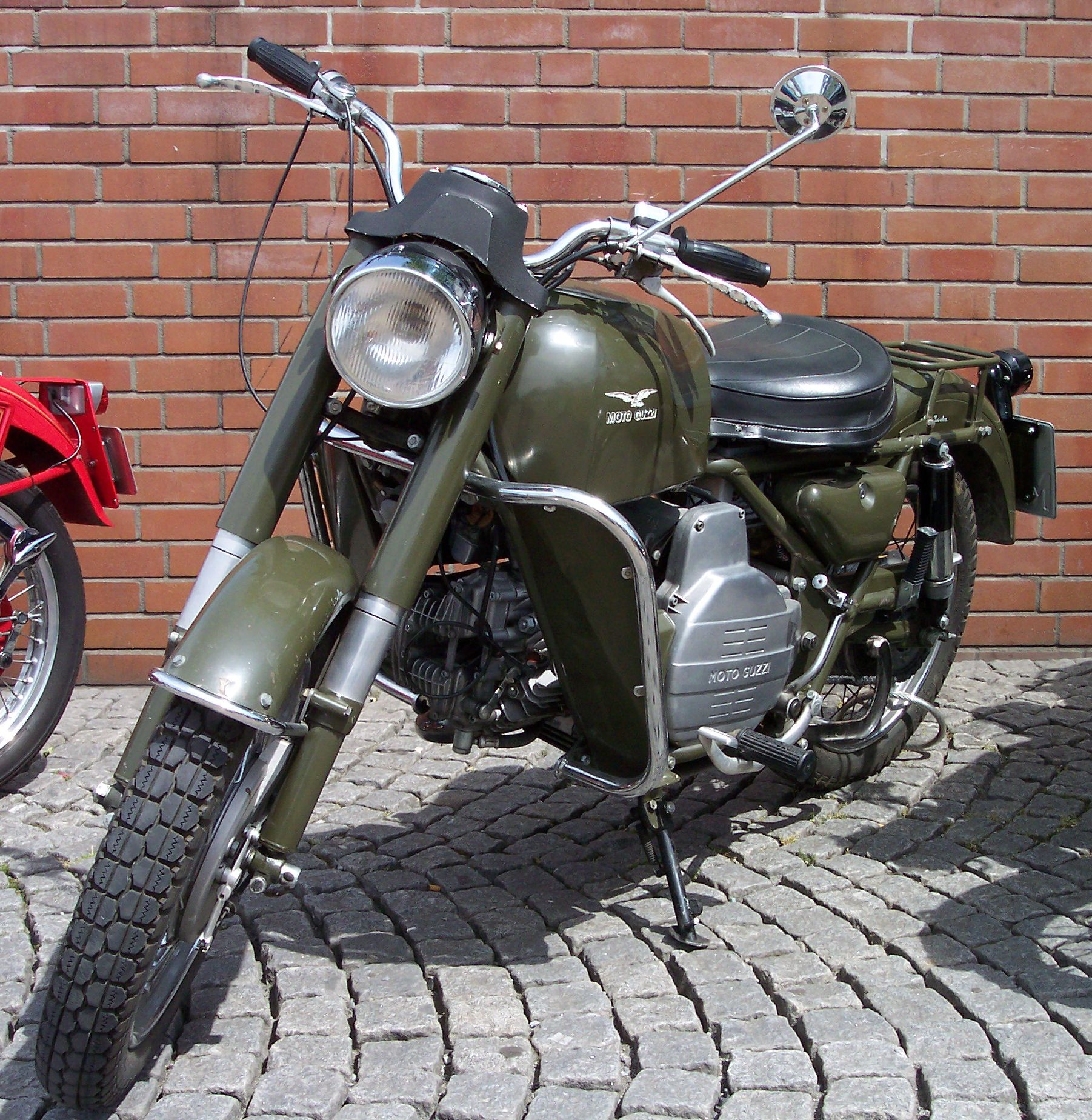
Guzzi Nuovo Falcone militare

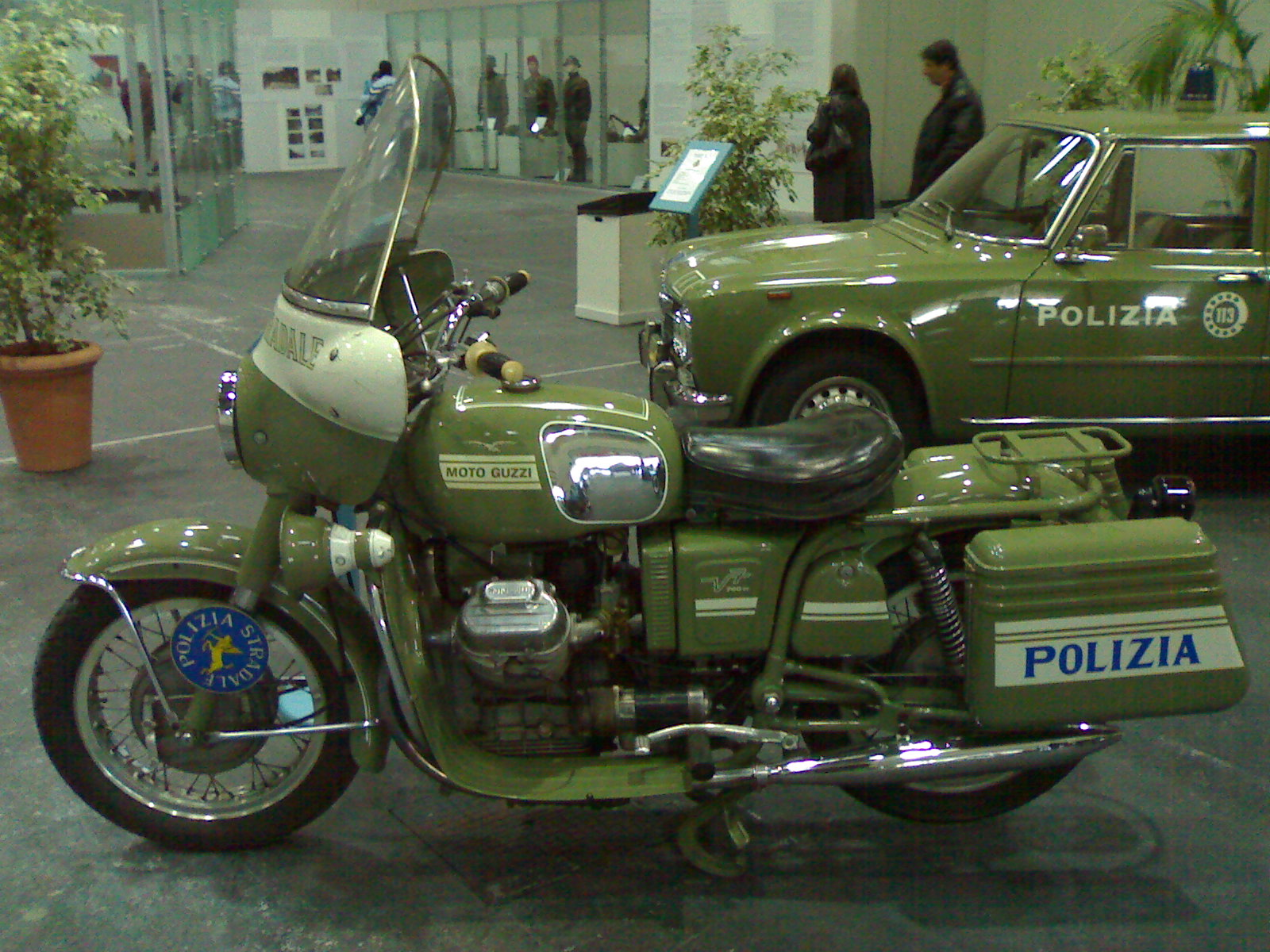
"V7 700 Polizia" del 1965

- MGS-01 Corsa (1225 cm³) 2004 -

## Modelli militari e P.A.
- G.T. 17 (500 cm³) 1934 - 1939
- G.T. 20 (500 cm³) 1938
- Alce (500 cm³) 1939 - 1945
- Trialce (500 cm³) (motocarro) 1940 - 1943
- Superalce (500 cm³) 1946 - 1957
- Falcone militare (500 cm³) 1950 - 1967
- Airone militare (250 cm³) 1940 - 1957
- Autoveicolo da montagna 3 X 3 (754 cm³) 1960 - 1963
- V7 militare (700, 750, 850, 1100 cm³) 1967 - 20..
- Nuovo Falcone militare (500 cm³) 1970 - 1976

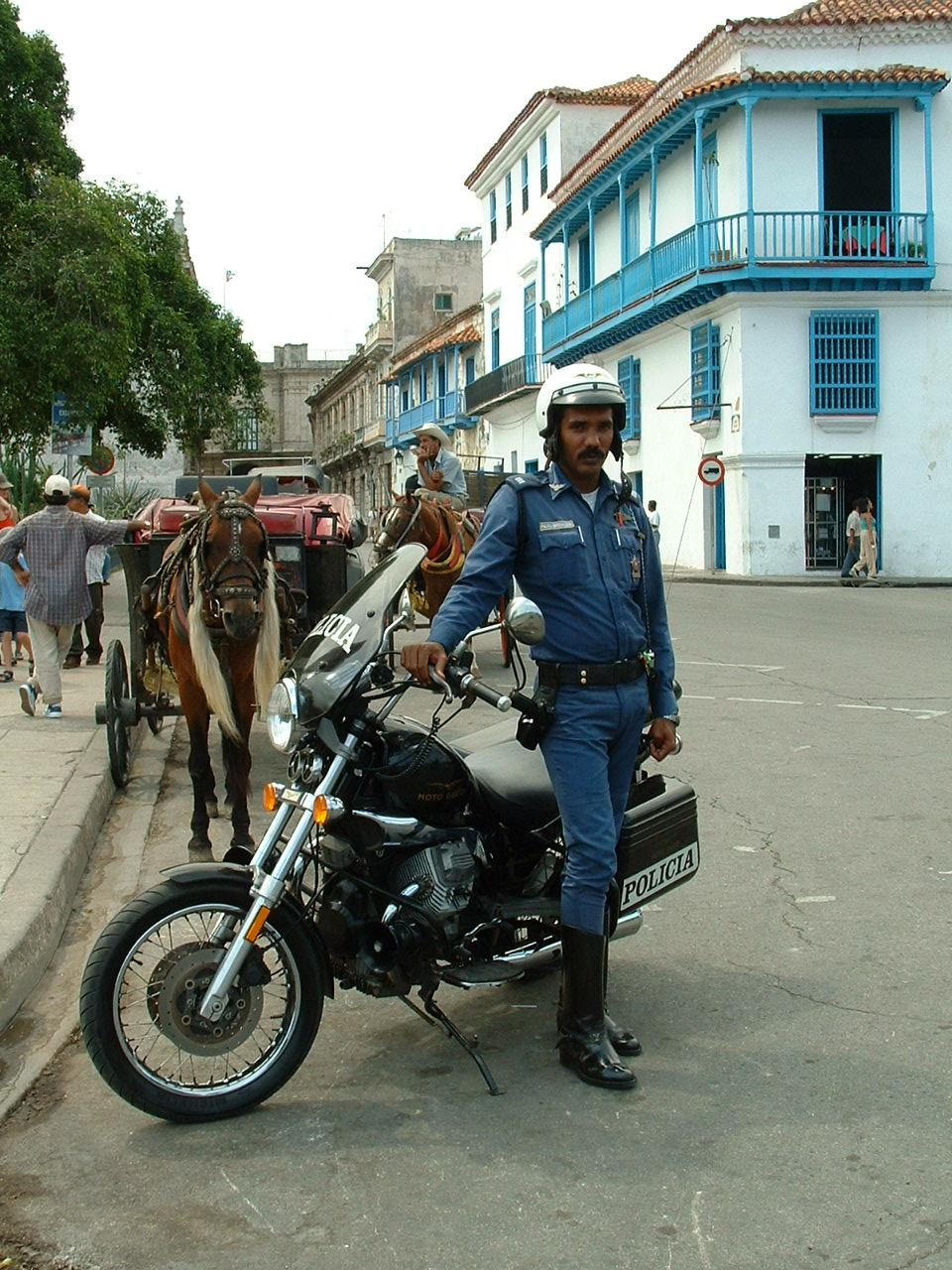
Nevada Classic della Policia cubana

- 850 T5 (844,05 cm³) per l'Arma dei Carabinieri o la Polizia Stradale
- V 50 PA (500, 350, 650 cm³) 1983 - 20..
- 750 NTX (750 cm³) 1990 - 20..
- Nevada Classic 2001 per Polizia Municipale o Locale
- Breva 750 2006 per Polizia Municipale o Locale
- Norge 1200 2007 per Polizia Municipale o Locale
- California Vintage 2008 per il Reggimento Corazzieri
- Norge 1200 2008 per la Polizia di Stato

## Albo d'oro della Moto Guzzi

### Campionato d'Europa FICM
| Anno | Classe  | Corridore                    |
| ---- | ------- | ---------------------------- |
| 1924 | 500     | Guido Mentasti               |
| 1932 | 250     | Riccardo Brusi               |
| 1937 | 250     | Omobono Tenni                |
| 1947 | sidecar | Luigi Cavanna, Paolo Cavanna |
| 1947 | 250     | Bruno Francisci              |
| 1947 | 500     | Omobono Tenni                |
| 1948 | 250     | Maurice Cann                 |
| 1948 | 500     | Enrico Lorenzetti            |

### Mondiale piloti
- Classe 250 :
  - 1949, 1951, 1952

| Anno              | Vincitore         | Motocicletta |
| ----------------- | ----------------- | ------------ |
| Motomondiale 1949 | Bruno Ruffo       |              |
| Motomondiale 1951 | Bruno Ruffo       |              |
| Motomondiale 1952 | Enrico Lorenzetti |              |

- Classe 350 :
  - 1953, 1954, 1955, 1956

| Anno              | Vincitore       | Motocicletta |
| ----------------- | --------------- | ------------ |
| Motomondiale 1953 | Fergus Anderson |              |
| Motomondiale 1954 | Fergus Anderson |              |
| Motomondiale 1955 | Bill Lomas      |              |
| Motomondiale 1956 | Bill Lomas      |              |

### Mondiale costruttori
- Classe 250
  - 1949, 1951, 1952
- Classe 350
  - 1953, 1955, 1956

### Tourist Trophy
1935, 1937, 1947, 1948, 1949, 1951, 1952, 1953, 1955, 1956
- Classe 500

| Anno                | Vincitore     | Classe     | Motocicletta |
| ------------------- | ------------- | ---------- | ------------ |
| Tourist Trophy 1935 | Stanley Woods | Classe 500 |              |

- Classe 350 cc

| Anno                | Vincitore    | Classe     | Motocicletta |
| ------------------- | ------------ | ---------- | ------------ |
| Tourist Trophy 1955 | Bill Lomas   | Classe 350 |              |
| Tourist Trophy 1956 | Ken Kavanagh | Classe 350 |              |

- Classe 250 cc

| Anno                | Vincitore          | Classe     | Motocicletta |
| ------------------- | ------------------ | ---------- | ------------ |
| Tourist Trophy 1935 | Stanley Woods      | Classe 250 |              |
| Tourist Trophy 1937 | Omobono Tenni      | Classe 250 |              |
| Tourist Trophy 1947 | Manliff Barrington | Classe 250 |              |
| Tourist Trophy 1948 | Maurice Cann       | Classe 250 |              |
| Tourist Trophy 1949 | Manliff Barrington | Classe 250 |              |
| Tourist Trophy 1951 | Tommy Wood         | Classe 250 |              |
| Tourist Trophy 1952 | Fergus Anderson    | Classe 250 |              |
| Tourist Trophy 1953 | Fergus Anderson    | Classe 250 |              |
| Tourist Trophy 1955 | Bill Lomas         | Classe 250 |              |

### Campionati nazionali

#### Campionato Italiano Velocità
| Anno                              | Vincitore         | Classe     | Motocicletta |
| --------------------------------- | ----------------- | ---------- | ------------ |
| Campionato Italiano Velocità 1927 | Arrigo Cimatti    | Classe 250 |              |
| Campionato Italiano Velocità 1928 | Ugo Raccagni      | Classe 250 |              |
| Campionato Italiano Velocità 1929 | Ugo Prini         | Classe 250 |              |
| Campionato Italiano Velocità 1930 | Alfredo Panella   | Classe 250 |              |
| Campionato Italiano Velocità 1931 | Alfredo Panella   | Classe 250 |              |
| Campionato Italiano Velocità 1932 | Riccardo Brusi    | Classe 250 |              |
| Campionato Italiano Velocità 1932 | Terzo Bandini     | Classe 500 |              |
| Campionato Italiano Velocità 1933 | Alfredo Panella   | Classe 250 |              |
| Campionato Italiano Velocità 1934 | Omobono Tenni     | Classe 500 |              |
| Campionato Italiano Velocità 1935 | Omobono Tenni     | Classe 500 |              |
| Campionato Italiano Velocità 1937 | Nello Pagani      | Classe 250 |              |
| Campionato Italiano Velocità 1937 | Guglielmo Sandri  | Classe 500 |              |
| Campionato Italiano Velocità 1938 | Nello Pagani      | Classe 250 |              |
| Campionato Italiano Velocità 1946 | Nino Martelli     | Classe 250 |              |
| Campionato Italiano Velocità 1947 | Dario Ambrosini   | Classe 250 |              |
| Campionato Italiano Velocità 1947 | Omobono Tenni     | Classe 500 |              |
| Campionato Italiano Velocità 1948 | Enrico Lorenzetti | Classe 250 |              |
| Campionato Italiano Velocità 1948 | Bruno Bertacchini | Classe 500 |              |
| Campionato Italiano Velocità 1949 | Bruno Ruffo       | Classe 250 |              |
| Campionato Italiano Velocità 1949 | Enrico Lorenzetti | Classe 500 |              |
| Campionato Italiano Velocità 1950 | Gianni Leoni      | Classe 250 |              |
| Campionato Italiano Velocità 1951 | Bruno Ruffo       | Classe 250 |              |
| Campionato Italiano Velocità 1952 | Enrico Lorenzetti | Classe 250 |              |
| Campionato Italiano Velocità 1953 | Enrico Lorenzetti | Classe 250 |              |
| Campionato Italiano Velocità 1954 | Duilio Agostini   | Classe 250 |              |
| Campionato Italiano Velocità 1955 | Enrico Lorenzetti | Classe 250 |              |
| Campionato Italiano Velocità 1957 | Alano Montanari   | Classe 350 |              |
| Campionato Italiano Velocità 1957 | Giuseppe Colnago  | Classe 500 |              |